# Туреччина
Туре́ччина (тур. Türkiye [ˈtyɾkije]), офіційна назва Туре́цька Респу́бліка (тур. Türkiye Cumhuriyeti [ˈtyɾkije d͡ʒumˈhuːɾijeti] ( прослухати)) — трансконтинентальна держава, розташована переважно в Азії. Східна Фракія, європейська частина Туреччини, відокремлена від Анатолії Мармуровим морем, Босфором і Дарданеллами (спільно відомі, як Турецькі/Чорноморські протоки). Столиця країни — Анкара. Найбільше місто країни Стамбул розташоване одночасно в Європі та Азії. Туреччина на своєму північному заході межує з Грецією та Болгарією; на півночі омивається Чорним морем; на північному сході межує з Грузією; на сході — з Вірменією, азербайджанським ексклавом Нахічеван та Іраном; на південному сході — з Іраком та Сирією; на півдні омивається Середземним морем; і на заході — Егейським морем. 
Близько 80 % громадян країни ідентифікують себе як турки, а курди є найбільшою національною меншиною, яка становить понад 16 % населення країни.
Протягом історії землі сучасної Туреччини населяли численні народи, деяки з яких сформували визначні цивілізації: ассирійці, греки, фракійці, фригійці, урартяни, вірмени, сельджуки, османи.
Сучасна Турецька Республіка постала 29 жовтня 1923 року після розпаду Османської імперії і війни за незалежність, очолюваної Мустафою Кемалем Ататюрком, який після проголошення незалежності стане першим президентом держави.
Туреччина — країна-засновниця ООН, ранній член НАТО, МВФ та Світового банку, а також член-засновник ОЕСР, ОБСЄ, ОЧЕС, ОІС та G20. Ставши одним із перших членів Ради Європи в 1950 році, Туреччина стала асоційованим членом ЄЕС у 1963 році та вступила до Митного союзу ЄС у 1995 році. Тривалий час Туреччина прагнула стати частиною Європейського Союзу.Уперше подала заявку про членство у 1987 році, але їй тимчасово відмовили. Заявку на членство підтримали лише за 12 років. Кілька разів члени ЄС голосували за згортання перемовин з Туреччиною про вступ, які зрештою було остаточно припинено у 2021.
Туреччина — світська, унітарна, раніше парламентська республіка, яка прийняла президентську систему правління після конституційного референдуму 2017 року; нова система набула чинності з президентськими виборами 2018 року, коли за новим державним устроєм президентом став Реджеп Тайїп Ердоган, котрий і досі обіймає цю посаду.

## Етимологія
Назва «Туреччина» (тур. Türkiye), що застосовується до сучасної республіки Туреччина, походить від старофранцузького Turquie, яке, своєю чергою, походить від середньовічних латинських форм Turchia, Turquia і грец. Τουρκία. Османська імперія, що існувала в 1299—1922 роках, серед її сучасників також зазвичай називалася Туреччиною або Османською імперією.
Сама назва означає «земля турків». Перша письмова згадка терміну «тюрк» (тур. Türk), як Ендоніму міститься в документах древніх тюрків, знайдених у долині річки Орхон (Монголія), написаних давньотюркським письмом, і датуються приблизно 735 роком.

## Державні символи

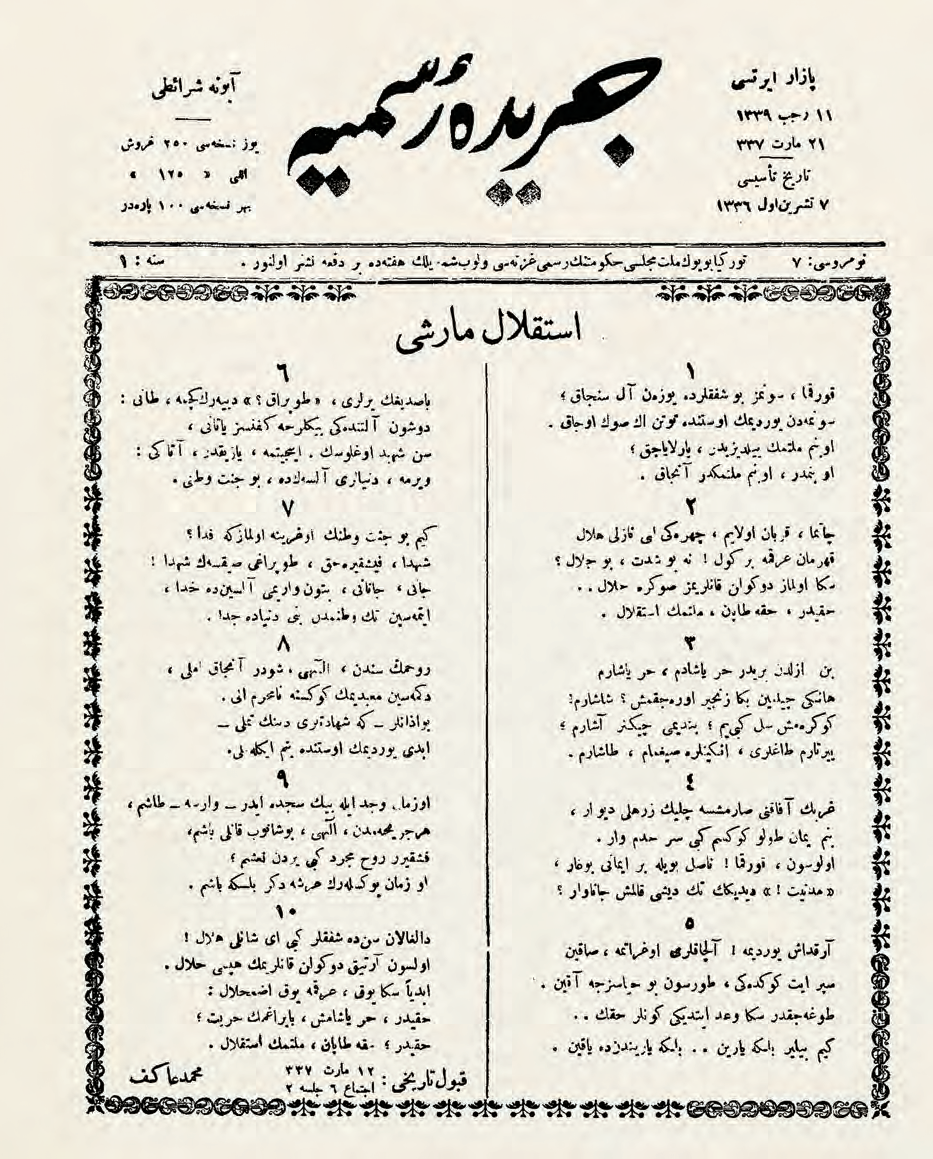
Текст гімну, опублікований на першій сторінці Cerîde-i Resmiye (Офіційній газеті) 21 березня 1921 року

Турецька Республіка — одна з небагатьох країн світу в якій відсутній офіційно затверджений державний герб.

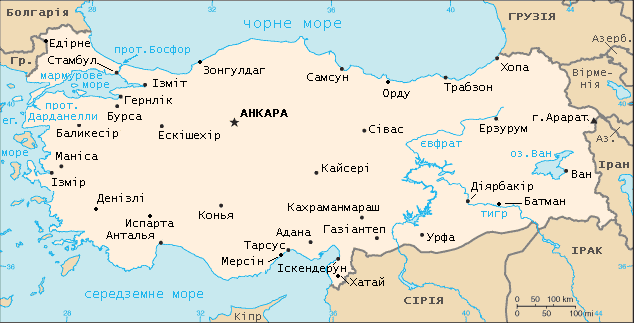
Мапа країни.

### Прапор країни
Прапор Туреччини (тур. Türk bayrağı) являє собою червоне полотнище з білим півмісяцем і зіркою на ньому. Прапор називають у народі Ал Байрак (Al Bayrak), тобто «яскраво-червоний прапор». Червоний колір турецького прапора бере початок від Умара, правителя Арабського халіфату в 634—644 роках і завойовника Палестини, Єгипту та Месопотамії. У XIV столітті червоний колір став кольором Османської імперії. Півмісяць із зіркою — символ ісламу. До моменту свого розпаду в 1918 році Османська імперія мала прапор, де на червоному полотнищі тричі повторювалося священне зображення білих півмісяця і п'ятикутної зірки. 1923 року запропоновано теперішній прапор Турецької Республіки, а 29 травня 1936 року його затверджено офіційно Законом про Прапор.

### Гімн країни
Марш Незалежності (тур. İstiklâl Marşı) є національним гімном Туреччини, офіційно прийнятий 12 березня 1921 року — на 2 роки раніше від встановлення Турецької Республіки. Написаний як мотиваційна музична сага для війська, що билося в турецькій війні за незалежність, і став гімном Республіки, яку належало створити.
Слова написав Мехмет Акіф Ерсой (Mehmet Akif Ersoy), а мелодія належить Осману Зекі Унґьору (Osman Zeki Üngör). Темою твору є любов до рідної турецької землі, пожертва заради свободи й своєї віри, надія на краще майбутнє та відданість своїй нації.

## Фізико-географічна характеристика

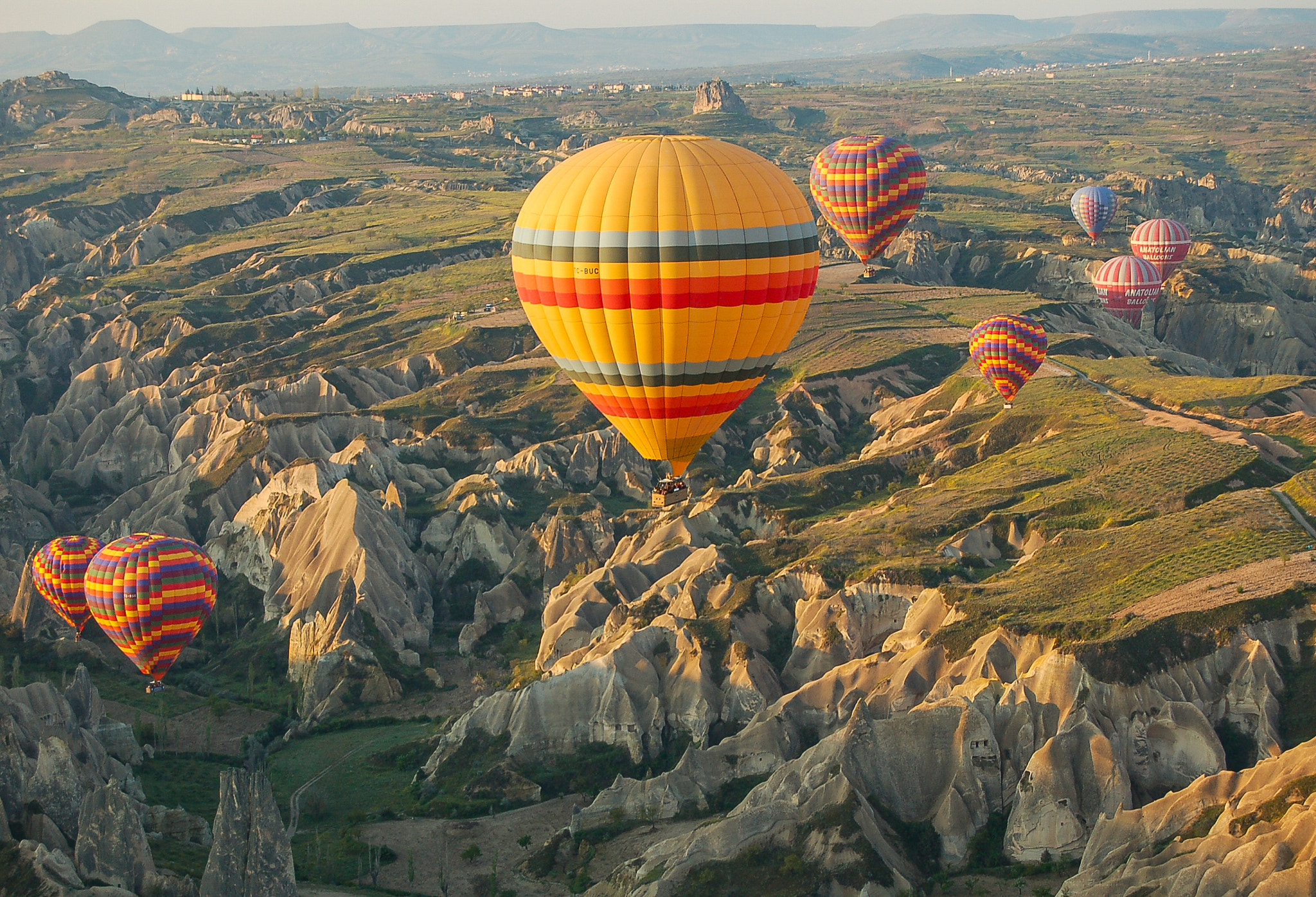
Каппадокія — регіон, створений століттями в результаті розмивання м'якого вулканічного каменю вітром і дощами.

Туреччина розташована в місці, де з'єднуються дві частини світу — Європа й Азія. Характерна географічна особливість країни — її розташування на перехресті важливих водних, сухопутних і повітряних магістралей, що сполучають Європу з Азією, а чорноморські країни — з країнами Середземномор'я.
Туреччина простягається із заходу на схід приблизно на 1450 км, а з півночі на південь — на 480 км. Сухопутний кордон має довжину 2628 км, а берегова лінія — 7168 км. Європейська частина країни, площею 23,764 тис. км², межує на півночі з Болгарією, на заході з Грецією й омивається водами Чорного моря та протоки Босфор на північному сході, Мармуровим морем і протокою Дарданелли на південному сході, на півдні має вихід до Егейського моря. Азійська частина Туреччини, площею 755,688 тис. км², на півночі широким фронтом звернена до Чорного моря і межує з Грузією й далі на схід з Вірменією, на малому відтинку з Азербайджаном і з Іраном, а на півдні з Іраком і Сирією. Південні рубежі утворює Середземне море, західні — Егейське море.

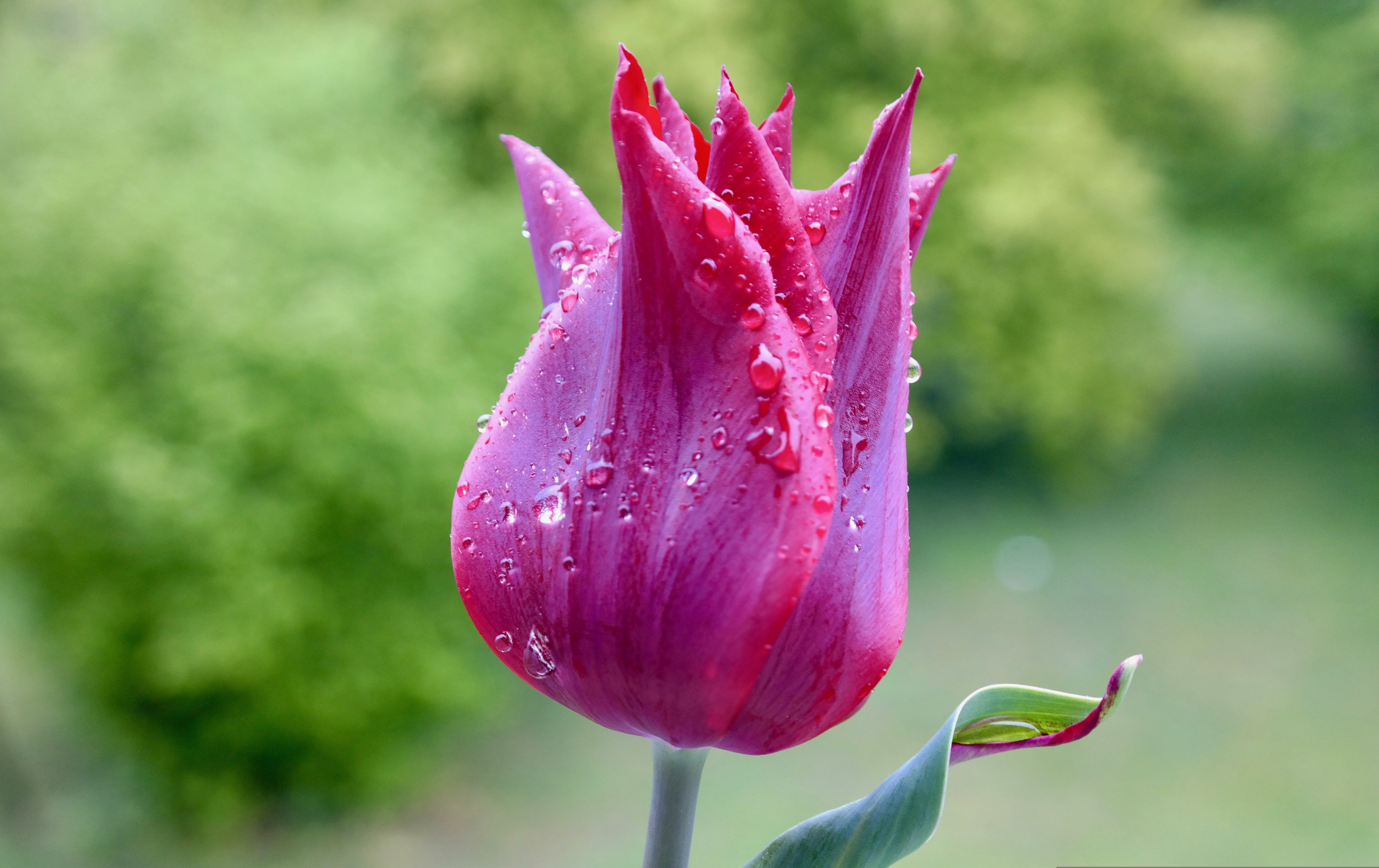
Національна квітка Туреччини — тюльпан. В історії Османської імперії є період, який називають ерою тюльпанів.

Більша частина території Туреччини лежить у межах Анатолійського плоскогір'я (на заході) і Вірменського нагір'я (на сході). Переважають висоти від 800 м на заході до 2000 м на сході. На півночі розташовані Понтійські гори (до 3937 м), на півдні — хребти системи Тавра (до 3726 м). Найвища вершина Туреччини — згаслий вулкан Великий Арарат (5165 м) на Вірменському нагір'ї. Інші вулкани: Сюпхан, Немрут, Ерджіяс. У надрах країни залягають кам‘яне й буре вугілля, нафта, різні рудні копалини: залізо, свинець, цинк, марганець, ртуть, молібден. На частку Туреччини припадає 25 % загальносвітових запасів ртуті і сурми, 8 % — хромітів, 7 % — вольфрамових руд, 5,4 % — уранових, 4,2 % — мідних і т. д. Із нерудних корисних копалин є родовища селітри, сірки, кухонної солі. У горах Вірменського нагір'я беруть початок великі річки Тигр, Євфрат, Кура, Аракс. Основні річки Анатолійського плоскогір'я — Кизил-Ірмак, Сакар'я. На внутрішніх плоскогір'ях — великі безстічні солоні озера Ван і Туз. Переважають степи і напівпустелі.
Клімат Туреччини надзвичайно різноманітний. Центральна Туреччина — це континентальний клімат з холодною сніжною зимою й спекою влітку. На західному і південному узбережжі країни майже весь час тепло — субтропічний, середземноморський клімат. Купальний сезон на узбережжі Егейського і Середземного морів починається в квітні і закінчується в листопаді.

Кліматична діаграма Туреччини, 2023-2024

На північному узбережжі країни морський клімат вологий і помірний. У західній половині випадає понад 1000 мм опадів на рік, у східній половині в середньому 2500 мм опадів на рік.
Внутрішні райони Туреччини знаходяться в посушливій і слабо посушливій зонах помірного теплого кліматичного поясу, що дає можливість вирощувати пізні сорти зернових, озиму пшеницю, кукурудзу, соняшник, цукрові буряки, сою, виноград. Морське узбережжя розташоване в межах посушливої і частково вологої зони субтропічного кліматичного поясу, де можна вирощувати оливки, цитрусові, тютюн, чай, рис.
Ґрунтовий покрив дуже різноманітний. Переважають гірські ґрунти (до 80 % поверхні), вони малопотужні та малородючі. Серед рівнинних ґрунтів слід назвати сіроземи, буроземи, червоноземи, каштанові ґрунти і солончаки. Сірі й бурі степові та пустельно-степові ґрунти, що переважають на плоскогір‘ї, сприятливі для випасання овець та кіз. Буроземи переважають у рівнинних і передгірських районах Західної Анатолії, на узбережжі Чорного й Середземного морів.

## Історія

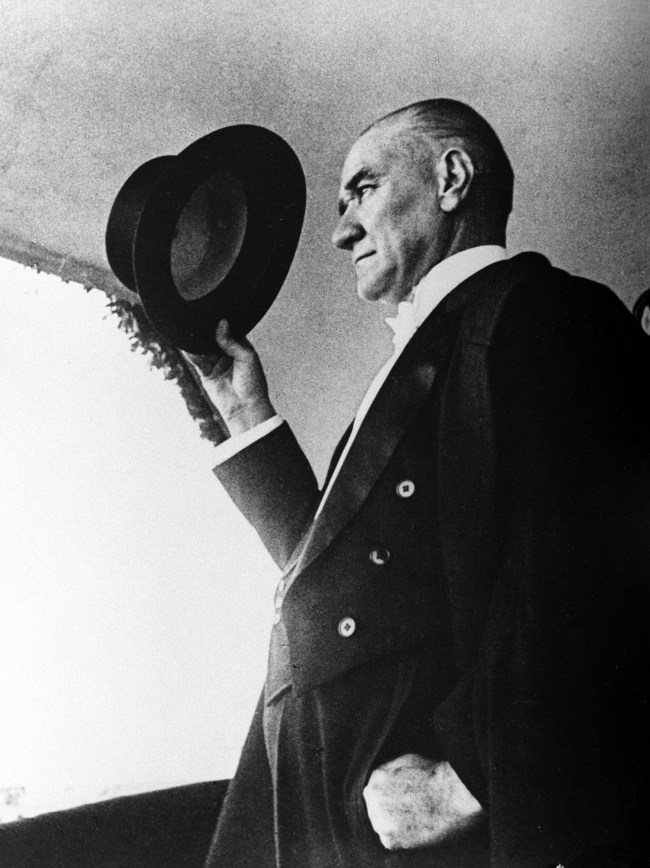
Мустафа Кемаль Ататюрк

Історія сучасної Туреччини розпочалася 29 жовтня 1923 року, коли після війни за незалежність Мустафа Кемаль Ататюрк проголосив існування нової республіки. До цього на території сучасної Туреччини існувала Османська імперія, яка вважається її попередницею.
Першим президентом Турецької Республіки став Мустафа Кемаль. Після ухвалення Закону «Про прізвища» у 1934 році Парламент Туреччини подарував йому прізвище «Ататюрк», що означає «батько турків». Першим прем'єр-міністром став Ісмет Іньоню. Він же став другим президентом Туреччини після смерті Ататюрка.
Молода республіка була однопартійною президентською республікою, де діяла лише одна політична партія, заснована Мустафою Кемалем — CHP (Республіканська народна партія), яка продовжує свою діяльність і зараз. Після Другої світової війни влада дала зелене світло на створення інших політичних партії, після чого у 1946 році з'явилася Демократична Партія, очолювана Джелялем Баяром. Ця партія перемогла на парламентських виборах 1950 року, які завершили 27-річний період однопартійності. Джеляль Баяр став третім президентом Республіки, а прем'єр-міністром — Аднан Мендерес.
У 1960 році в країні відбувся військовий переворот, в результаті якого Джеляль Баяр, Аднан Мендерес та інші політики постали перед військовим трибуналом, де їх звинувачували у державній зраді, розтраті державних коштів та зневазі до конституції. За результатами розгляду справи, прем'єр-міністра Адрана Мендереса, міністра іноземних справ Фатіха Рюштю Зорлу та міністра фінансів Хасана Полаткана було засуджено до страти, яка відбулася 16 вересня 1961 року на острові Імрали. У 1971 та 1980 роках Туреччина пережила ще два військові перевороти.
У 1974 році Туреччина вторглася на Кіпр, окупувавши близько 40 % території острова, утворивши Турецьку Республіку Північного Кіпру, яку світові держави не визнають.
До 1982, поки не була прийнята нова конституція, армія контролювала всі сфери держави, жорстоко придушуючи будь-яку політичну діяльність, що викликало міжнародну критику. З новою конституцією Туреччина змінила політичний устрій з президентської республіки на парламентську. У 1983, коли Тургут Озал став прем'єр-міністром, заборона на політичну діяльність була знята.
У травні 2002 року у тодішнього прем'єр-міністра Туреччини Бюлента Еджевіта почалися проблеми зі здоров'ям, через що були оголошені дострокові вибори, які відбулися в листопаді того ж року. В них взяла участь створена у 2021 році Реджепом Таїпом Ердоганомпартія ПСР (Партія справедливості та розвитку). Сам він через судову заборону участі у виборах не брав. Відтоді аж до виборів 2024 року ПСР перемагала на всіх виборах. Реджеп Таїп Ердоган став прем'єр-міністром Туреччини у 2003 і відтоді є незмінним політичним лідером держави. Спершу він обіймав посаду прем'єр-міністра, що є головною політичною фігурою парламентської республіки, а з 2014 року — президента. Щоб знову сконцентрувати у своїх руках всю повноту влади, Ердоган провів через парламент, у якому ПСР мала конституційну більшість, зміни до конституції. У 2017 році в результаті референдуму щодо змін до конституції держава повернулася до президентської форми правління. Реджеп Таїп Ердоган донині є президентом Туреччини.
Туреччина виступила на стороні коаліції ООН проти Іраку у війні в Перській затоці. Країна більше ніж 40 років веде боротьбу проти Робітничої Партії Курдистану, що визнана США та ЄС терористичною організацією.
15 липня 2016 року в Туреччині була здійснена невдала спроба військового перевороту. Вдале перешкоджання військовим чинна влада записала на свій рахунок і спробувала символічно закарбувати цей день:
- 15 липня було оголошено державним святом і вихідним днем;
- Перший Босфорський міст було офіційно перейменовано на Міст Мучеників 15 липня;
- На початку Босфорського мосту з азійської сторони було збудовано Пам'ятник загиблим і музей 15 липня;
- Численни районам міста, школам, паркам, мечетям та адміністративним будівлям надали назву «ім. 15 липня»;
- Також пам'ятник загиблим 15 липня з'явився в Анкарі.

## Населення
Населення Туреччини станом на 31 грудня 2023 року становить 85 мільйонів 372 тисячі 377 людей. Гендерний склад: 50,1 % — чоловіки, 49,9 % — жінки. Річний приріст населення становив у 2023 1,1 %, у 2022 — 7,1 %, тоді як у 2018 році цей показник був 14,7 %.
Кількість зареєстрованих іноземців знизилися з минулого року на 253 тисячі і нині становить 1 мільйон 570 тисяч 543 людини, 46,8 % з яких чоловіки, а 51,4 % — жінки. При цьому в Туреччині проживає 40483 українських громадянини (11 463 — чоловіки, 29 020 — жінки).
Найгустонаселенішими містами країни стали:
- Стамбул — 15,7 млн.
- Анкара — 5,8 млн.
- Ізмір — 4,5 млн.
- Бурса — 3,3 млн.
- Анталія — 2,7 млн.

Середня щільність населення загалом по Туреччини — 111 людей на км². Тоді як у Тунджелі живе 21 людина на км², у найгустонаселенішому місті країни — Стамбулі — цей показник сягає 3013 людей на км². Частка населення, що проживає в міських районах становить 93 % від загальної кількості населення, тоді як, ще століття тому ця цифра була протилежною й країну вважали переважно селянською. Основне населення країни — турки. Слід зазначити, що сама ця назва стала поширеною опісля проголошення Туреччини республікою в 1923 році — до того в суспільстві було поширене наймення османи. Мустафа Кемаль запропонував взяти назву «турки» (по-турецьки «тюрк») вважаючи, що це сприятиме згуртуванню тюркомовних народів, а відповідно до того й республіку назвати Туреччиною. Таким чином у нову історичну епоху османи стали турками, а Османська імперія стала Турецькою Республікою.
Загальні демографічні показники в Туреччини такі (станом на 2023 рік):
- Вікова структура:

0—14 років — 21,4 % (чоловіки — 9 394 462 / жінки — 8 917 171);

15—64 років — 68,3 % (чоловіки — 29 459 253 / жінки — 28 878 685);

65 років і старші — 10,2 % (чоловіки — 3 880 356 / жінки — 4 842 450);
- Темпи приросту населення — 1,1 %;
- Народжуваність — 11,2 новонароджених на 1000 осіб;
- Смертність — 6,2 смертей на 1000 осіб;
- Співвідношення статей:

- при народженні — 1,05 хлопчика на 1 дівчинку;

- у віці до 15 років: 1,05 хлопчика на 1 дівчинку;

- у віці від 15 до 65 років: 1,02 чоловіка на 1 жінку;

- у віці 65 років і старше: 0,69 чоловіка на 1 жінку;

- сумарний показник — 1 чоловік на 1 жінку.
- Коефіцієнт дитячої смертності — 10 смертей на 1000 новонароджених;
- Очікувана тривалість життя: загальна — 77,5 року, для чоловіків — 74,8, для жінок — 80,3;
- Загальний коефіцієнт народжуваності — 1,51 новонародженого припадає на одну жінку (у 2001 цей показник був 2,38).

На момент утворення Турецької Республіки чисельність її населення оцінювалася у 12 532 000 осіб. З того часу в країні відбулось 12 переписів населення, згідно з якими від 1927 року населення країни зросло в 4,4 раза, причому тільки з 1950 по 1985 роки — в 2,5 раза. Нині централізована система реєстрації населення MERNİS дозволяє відстежувати демографічну статистику щорічно без додаткових переписів.
У 2017 році населення країни перевищило 80 мільйонів. Після 2019 року темпи зростання населення різко скоротилися і у 2023 знизилися до історичного рекордного мінімуму — 1,1 %. На кінець 2023 року частка населення похилого віку вперше в історії країни склала двозначне число, а Республіка, за критеріями ООН, перейшла до категорії країни зі старіючим населенням. Розподіл жителів по території Туреччини вкрай нерівномірний, найбільш щільно заселені узбережжя Мармурового і Чорного морів, а також райони, що прилягають до Егейського моря. Найбільше місто країни — Стамбул, у якому проживає 18.34 % всього населення, найменш населений район — Байбурт.

### Найбільші міста
Найбільшими за населенням містами в країні є Стамбул (Істанбул), Анкара, Ізмір, Бурса та Анталія.

### Етнічний склад
Стаття 66-а Конституції Турецької Республіки визначає поняття «турків», як тих «хто пов'язаний із турецькою державою через зв'язок громадянства», тому легальне використання слова «турецький», як громадянин Туреччини відрізняється від етнічного визначення цього слова. Втім, більшість населення Туреччини є етнічними турками або ж тюрками. Узагалі, слово «турок» чи «турецький» також має ширше значення в історичному контексті, тому що, деколи, особливо в минулому, його використовували для позначення всіх мусульманських жителів Османської імперії, незалежно від їхньої етнічної приналежності.
Окрім титульної нації — тюрків, у країні визначена категорія «визнаних меншин» й «невизнаних меншин». Далебі, частіше буває, що невизнані меншини чисельно в кілька разів чи десятків разів перевищують визнані меншини, що пов'язано зі складними політико-суспільними взаємовідносинами в країні. Відповідно до умов Лозаннського договору статус меншин визнається за релігійною ознакою, а не за етнічною і, отже, вони користуються правами релігійних меншин, яких намагається дотримуватися владна верхівка країни. До визнаних законодавством Туреччини меншин відносять — вірменів-християн, православних греків, юдеїв включно з караїмами, зороастрійців.
Основні національні меншини:
- Іранці
  - Курди
  - Заза
- Нащадки різних тюркських народів

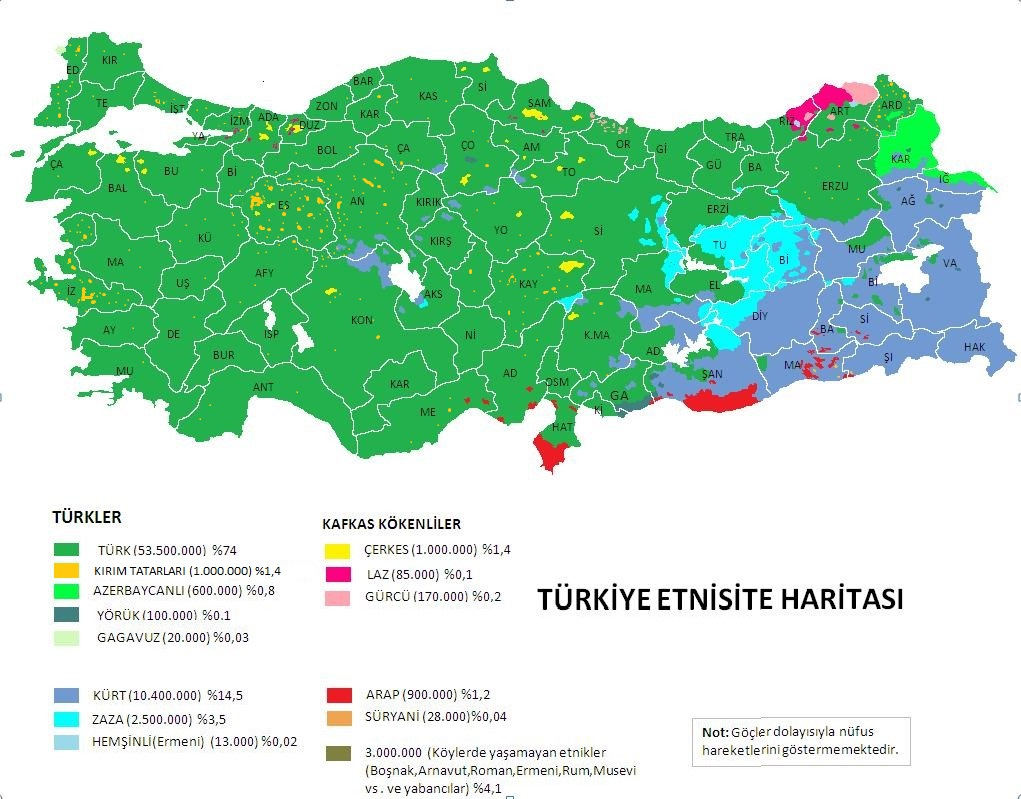
Етнографічна карта Туреччини

- Огузи: азербайджанці, гагаузи, турки-месхетинці і туркмени
- Кипчаки: кримські татари, казахи, киргизи і кумики
- Південно-східні: уйгури і узбеки

- Слов'яни
  - Боснійці
  - Македонці
  - Помаки і фракійські болгари
- Кавказькі народи
  - Північнокавказці: черкеси (з абазинами і абхазами), чеченці (з інгушами)
  - Південнокавказці: Грузини і Лази
- Вірмени (Амшенці)
- Семіти

- Араби
- Арамейці

- Албанці
- Цигани

Етнічна самоідентифікація громадян Туреччини значно обмеженіша (2022):
- Турки — 78,7 %;
- Курди — 16,6 %;
- Заза —1,9 %;
- Араби —0,4 %;
- Інші —2,4 %[5].

### Мови
Державною й офіційною мовою Туреччини є турецька мова або як іще її називають тюркська мова. Відповідно в країні понад 80 % населення вважають її рідною, а ще 10—15 % сприймають її як другу. Уряд і суспільство вважають мову важливим чинником турецької ідентичності в сьогоднішній Туреччині. Як написано в 42 статті Конституції Туреччини:
Жодну мову, крім турецької, не можна викладати в ролі рідної мови турецьким громадянам у будь-яких освітніх навчальних закладах країни. Іноземні мови, які необхідно викладати в освітніх навчальних закладах, і правила, яких потрібно дотримуватися при проведенні навчання в школах із вивченням іноземних мов, визначені відповідним законом. Положення міжнародних угод зберігаються.
Правозахисні організації світу нерідко критикують такий офіційно-урядовий погляд на мовні питання, оскільки згідно з офіційною точкою зору в країні є тільки три меншини: греки, вірмени і євреї, права яких гарантовані Лозанським мирним договором 1923 року як релігійних громад. Розмови ж про інші меншини та їх мовні претензії турецький уряд вважає сепаратизмом та посяганням на єдність турецької нації.
Втім у країні розмовляють приблизно 50 мовами, носії яких за різними оцінками становлять від 10 до 25 % населення Туреччини. Найпоширенішими мовами після турецької є північнокурдська (курманджі) і зазакі (дімле), якими послуговуються поміж собою курди. Саме через різночитання щодо кількості носіїв цих мов, настільки різниться загальна чисельність не тюркського населення країни. Загалом у країні спостерігається 5 різних мовних сімей не-турецької етнічної групи, якими послуговуються етнічні меншини в країні. Найбільш вживані й яскраві представники мовного різноманіття країни:
- Курманджі (Kurmanji) або північнокурдська мова — близько 10 мільйонів носіїв (індоєвропейська мовна сім'я, іранська гілка)
- Кримськотатарська мова (Qırımtatarca) — понад 1 мільйона носіїв
- Зазакі (Zazaki) — від 1,2 до 2 мільйонів носіїв (індоєвропейська мовна сім'я, іранська гілка)
- Арабська мова (північномесопотамська-арабська) — близько 1 мільйона носіїв (афразійська мовна сім'я, семітська гілка)
- Азербайджанська мова — 550 000 носіїв що мешкають у Туреччині (тюркська мовна сім'я, огузька гілка)
- Кабардинська мова (східночеркеська) — 550 000 носіїв що проживають у Туреччині (Абхазо-адизька мовна сім'я)
- Болгарська мова (Помаки) — 300  000 носіїв (індоєвропейська мовна сім'я, слов'янська гілка)
- Адигейська мова (західночеркеська) — близько 300 000 носіїв (Абхазо-адизька мовна сім'я)
- Абазинська мова — 12 тисяч носіїв (2014)[17]

Останній перепис населення Туреччини, в якому ставилося питання щодо мови, відбувся 1965 року. Хоча нерідко вважають, що дані про мови етнічних меншин у країні (згідно з тим переписом) помітно занижені, але він єдиний який дає хоч мінімальне число етнічних мовців, а з іншого боку — досить правильно відмічає мовний розподіл по провінціях країни. Для турецького суспільства, загалом, характерне слабке знання іноземних мов. За даними на 2006 рік 17 % жителів країни могли використовувати англійську мову (на різних ступенях її володіння), 4 % — німецьку мову, 1 % — французьку і 1 % — розмовляють частково російською.
Так склалось історично, що територія теперішньої Туреччини була колискою для багатьох знаних, а нині вимерлих мов, які таки дещицею поповнили турецьку мову. До них належать: хетська мова — найдавніша серед індоєвропейських, підтвердженням якої є давні письмові свідчення (близько 1600 до н. е. аж до 1100 до н. е., коли існувала Хетська імперія); іншими були анатолійські мови — лувійська мова, а потім лікійська мова, лідійська мова і мільян мова, які вимерли в першому столітті до нашої ери через еллінізацію Анатолії та експансію еллінської культури, їм частково вдалося перетворитися на різні діалекти еллінської мови, яка згодом стала спільною для всіх жителів Малої Азії. Урартська мова, що належить до хуррито-урартської мовної сім'ї існувала в Східній Анатолії навколо озера Ван. Нею розмовляли за часів царства Урарту (приблизно від дев'ятого століття до н. е. до шостого століття). Також тут розвивалися фригійська мова, аккадська мова (у вигляді ассирійської мови), старогрецька мова, візантійська мова, класична вірменська мова, латинська мова і класична сирійська мова, арамейська мова релігійних християн.

### Релігії
Туреччина є світською державою, виступаючи першовідкривачем-«піонером» такого суспільного ладу в ісламському світі. Ататюрк скасував Іслам як державну релігію 1928 року й, відповідно, сформував законодавчу базу щодо унеможливлення впливу релігійного керівництва на владні чинники. Турецька Конституція передбачає свободу віросповідання і сумління. Близько 99 відсотків населення декларує свою релігійну приналежність. Однак, незалежні опитування показують, що близько 3 % дорослого населення не визначили свій зв'язок із релігією, стверджуючи, що «не мають релігійних переконань» або «не вірять у релігійні доктрини».
Загалом переважна більшість населення країни мусульмани, переважно суніти (85—90 %). Існує велика меншина алавітів (10—15 %), в рамках шиїтської спільноти послідовників ісламу, а також деякі інші нечисленні суфійські практики. У країні запроваджена релігійно-світська інституція на чолі з Управління у справах релігій (Diyanet Іşler Başkanlığı), він тлумачить  — ісламські школи права і несе відповідальність за діяльність та функціювання в країні 75 000 зареєстрованих мечетей і призначення місцевих імамів та муфтіїв великих міст та провінцій.
Крім того, офіційні урядові дані свідчать про наявність у країні 100 000 осіб, що сповідують інші, не мусульманські вірування. Це переважно християни, здебільшого Вірменської Апостольської церкви, Ассирійської Церкви Сходу і Грецької православної церкви (64 000 осіб) та віряни юдеї, переважно сефарди (26 000 осіб).
Історично склалося, що Православна церква мала свій головний осередок у Царгороді (Константинополі), теперішньому Стамбулі. Від четвертого століття православний світ формувався навколо Константинополя, що став осідком Константинопольського патріарха. Проте нині турецький уряд не визнає екуменічного статусу Патріарха Варфоломія I, який є найстаршим серед рівних єпископів у традиційній ієрархії православного християнства, тому діяльність духовенства та керівництва цієї Церкви відбувається за суттєвого обмеження. Більшість земель та майна Церкви і духовні школи, в тому числі духовна семінарія Халкі, були конфісковані у перші роки республіки. З прийняттям нового закону про меншини у 2006 р. Туреччина почала процес повернення об'єктів нерухомості, що була конфіскована державою до 1936 р.
Туреччина славиться численними релігійно-культовими спорудами, частина з яких має світове значення. У країні діє велика кількість мечетей — 78 000. Крім того, зареєстровано 321 громаду різних християнських вірувань і напрямків зі своїми церквами, існують 36 юдейських синагог, а також численні історичні культові споруди, які вважаються культурною спадщиною країни.

## Адміністративний поділ
Адміністративно Туреччина поділяється на 81 іль (провінція) (раніше вживали термін вілаєт). Кожен іль поділений на райони — ільче, (тур. ilçe), станом на 2024 рік у Туреччині налічується 922 райони. Адміністративний центр іля розташований у його центральному районі (тур. merkez ilçe). Туреччина складається з 7 географічних регіонів, не пов'язаних між собою адміністративно, але які використовують у статистичних і деяких інших цілях.
| - Егейський регіон - Чорноморський регіон - Центральна Анатолія - Східна Анатолія | - Регіон Мармурового моря - Середземноморський регіон - Південно-Східна Анатолія |

Ілями управляють губернатори — валі (vali), яких призначає уряд. Резиденція губернатора називається валілік. Муніципалітетами управляє голова муніципалітету — (belediye başkanı), який обирається всенародним голосуванням. Ільче-райони також утворюють свої муніципалітети — белєдіє (belediye) — на чолі з мерами — белєдіє башкани (belediye başkanı). Ілі, як правило, мають таку саму назву, як і їх адміністративні центри, так звані районні центри — меркез (merkez), лише кілька ілів є винятками й за назвою відрізняються від свого меркеза.

## Політичний устрій

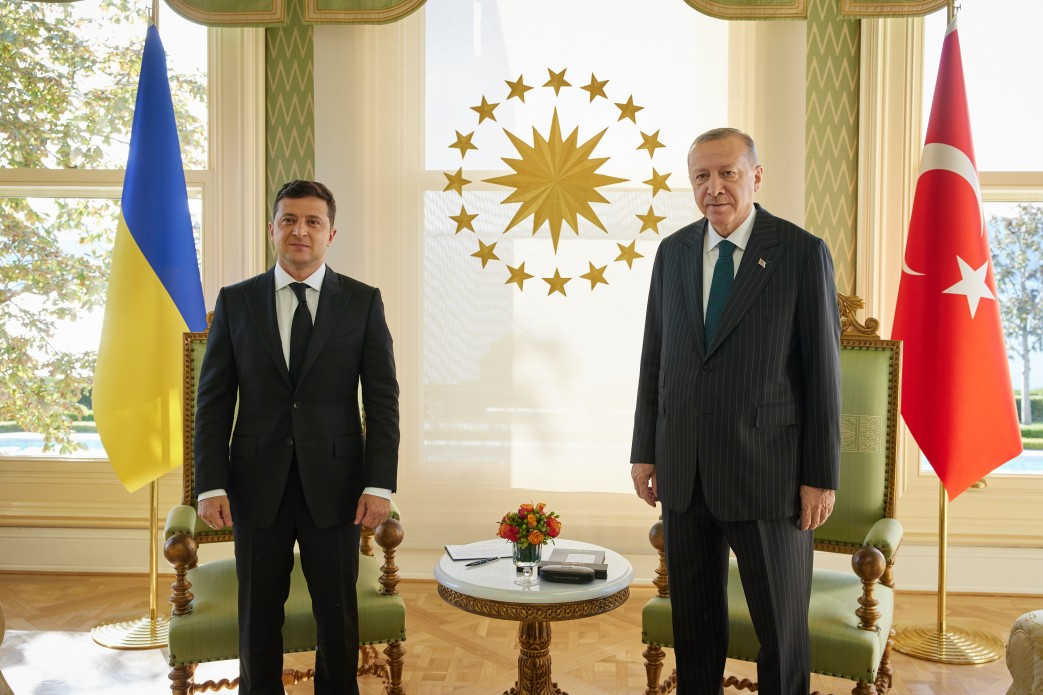
Зустріч Президента України Володимира Зеленського та Президента Туреччини Реджепа Тайїпа Ердогана

За Конституцією 1982 року Туреччина — світська, парламентсько-президентська Республіка. Глава держави — Президент; відповідно до поправки щодо статті 101 Конституції Туреччини (Законодавчий Акт Великих Національних Зборів Туреччини (ВНЗТ) № 5678 від 21.10.2007) обирається на загальних виборах на 5 років із правом одного переобрання. Виконавча влада належить Президенту і Раді міністрів (уряду), законодавча — однопалатному парламенту (меджлісу) — ВНЗТ з 550 депутатів. Туреччина — унітарна держава, поділяється на 81 провінцію («іль»; колиш. назва — віляйєт).
- Республіканська народна партія (Туреччина)
- Партія справедливості та розвитку (Туреччина)

Упродовж новітньої історії в Туреччині було 3 республіки: перша — 1923—1960, друга — 1961—1980, третя існує з 1982 року.

### Міжнародні відносини
Країна є членом «Великої двадцятки», НАТО та інших міжнародних організацій. Дипломатичні відносини з Україною встановлені 3 лютого 1992 року. (до цього Гетьманщина активно обмінювалася послами з Османською імперією, а взаємні постійні місії діяли між Османською імперією та УНР у 1918—1921 рр.).

### Збройні сили
Від створення Туреччини і до 2010 збройні сили країни та їхній найвищий керівний орган — Вища військова рада Туреччини — мали великий вплив на внутрішню і зовнішню політику країни, про що свідчать 4 державні перевороти, здійснені військовими в 1960, 1971, 1980 та 1997. Упродовж 1960-х — 1980-х рр. чотири президенти Туреччини були військовими. Вище військове командування виступало гарантом республіканського світського устрою Туреччини. Впливи військових на політику держави не мав законних підстав аж до схвалення чинної Конституції 1982. Проте у 2010 вони були позбавлені цього права

## Економіка

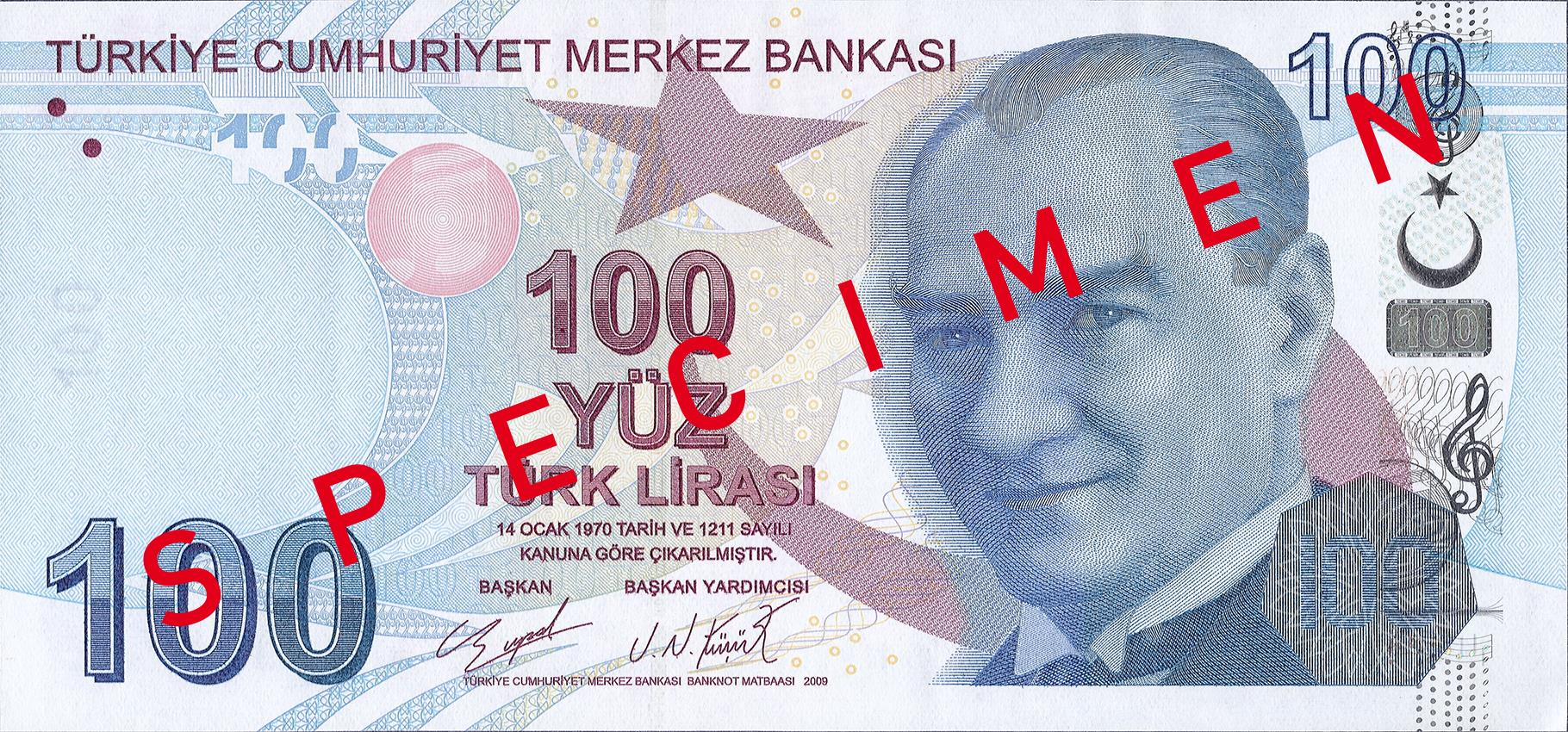
Турецька ліра зразка 2008 року

Туреччина — індустріально-аграрна країна. Основні галузі промисловості: гірнича (вугілля, хроміти, бор, мідь), чорна і кольорова металургія, нафтопереробна, машинобудування, паперова, харчова.
За даними Світового Банку станом на 2023 рік:
- ВВП — 1,024 млрд$.
- Темп зростання ВВП — 4,5 %.
- ВВП на душу населення — 2,985.8$.
- Прямі закордонні інвестиції — 102 млн $.
- Імпорт — 61,3 млрд $ (г. ч. Німеччина — 15,9 %; Італія — 9,3 %; США — 8,8 %; Франція — 6,6 %; Велика Британія — 5,8 %).
- Експорт — 54 млрд $ (г. ч. Німеччина — 20,3 %; США — 8,3 %; Велика Британія — 6,4 %; Італія — 5,8 %; Росія — 5 %).

Туреччина успішно залучає інвестиції в реальний сектор. Світовий банк оголосив про двократне збільшення своїх інвестиційних програм в Туреччині протягом наступних трьох років (до 35 млрд.дол.). Країни Перської затоки вкладають кошти в турецьку економіку, в 2023 р. лише з боку ОАЕ оголошено інвестицій на суму 51 млрд дол., в т.ч. купівля державних облігацій на допомогу по відновленню після землетрусу на суму 8,5 млрд.дол. Збільшення інвестицій Світового банку пов’язується з підтримкою програм уряду, спрямованих на стимулювання бізнес-активності.
В 2023 році золотовалютні резерви Центрального банку Туреччини зросли до історичного максимуму в $136,5 млрд. Попередній рекорд було зафіксовано у грудні 2013 року, коли резерви становили $135,96 млрд. У структурі резервів Центробанку Туреччини $90,99 млрд — це валюта, $45,49 млрд — золото.
Попри позитивну динаміку глобальних економічних показників, у 2022 році мешканці Туреччини зіткнулися з девальвацією національної валюти та гіперінфляцією (стрімким зростанням споживчих цін).
| 2022    | 2022               | 2023    | 2023               | 2024    | 2024               |
| Дата    | Відсоток зростання | Дата    | Відсоток зростання | Дата    | Відсоток зростання |
| ------- | ------------------ | ------- | ------------------ | ------- | ------------------ |
| 01.2022 | 36,08 %            | 01.2023 | 64,27 %            | 01.2024 | 64,86 %            |
| 02.2022 | 48,69 %            | 02.2023 | 57,68 %            | 02.2024 | 67,07 %            |
| 03.2022 | 54,44 %            | 03.2023 | 55,18 %            | 03.2024 | 68,50 %            |
| 04.2022 | 61,14 %            | 04.2023 | 50,51 %            | 04.2024 | 36,08 %            |
| 05.2022 | 69,79 %            | 05.2023 | 43,68 %            | 05.2024 | 69,80 %            |
| 06.2022 | 73,50 %            | 06.2023 | 39,59 %            | 06.2024 | 75,45 %            |
| 07.2022 | 78,62 %            | 07.2023 | 38,31 %            | 07.2024 | 71,60 %            |
| 08.2022 | 79,60 %            | 08.2023 | 58,94 %            | 08.2024 | 61,78 %            |
| 09.2022 | 80,21 %            | 09.2023 | 61,53 %            | 09.2024 | 51,97 %            |
| 10.2022 | 83,45 %            | 10.2023 | 61,36 %            | 10.2024 | 49,38 %            |
| 11.2022 | 85,51 %            | 11.2023 | 61,98 %            | 11.2024 | 48,58 %            |
| 12.2022 | 84,39 %            | 12.2023 | 64,77 %            | 12.2024 |                    |

З огляду на таку ситуацію, уряд почав випускати монету в 5 лір, яка увійшла в обіг 8 червня 2024 року. Наразі вона ходить паралельно з банкнотою такого ж номіналу.
Від 6 серпня 2024 року Туреччина змінила максимальну вартість і оподаткування покупок із-за кордону. 
Відтепер максимальна вартість замовлення — 30 євро.
Податок на товари з ЄС — 30%, на товари з-поза ЄС  — 60%.

### Транспорт
Транспорт — автомобільний, залізничний, трубопровідний, морський, річковий, повітряний. Протяжність державних залізниць Туреччини в 2024 році становить 13 919 кілометрів, а довжина швидкісних ліній — 2 256 кілометрів. Вони напряму пов'язані з рейковою мережею Сирії, Ірану і європейських країн. Станом на 1 січня 2024 року в Туреччині загальна протяжість доріг становить 68 654 кілометрів, 30 864 кілометри яких є дорогами державного значення. Із загальної довжини дорожнього полотна 29 879 кілометрів — із асфальтобетонним покриттям, 3 569 кілометрів — із чіп-покриттям, 270 кілометрів —бруковані, 298 кілометрів —гравійні, 299 кілометрів —ґрунтові, а 2 339 кілометрів не експлуатуються.
Торговий флот Туреччини у 2024 році має водотоннажність у 7 338 946 тонн.

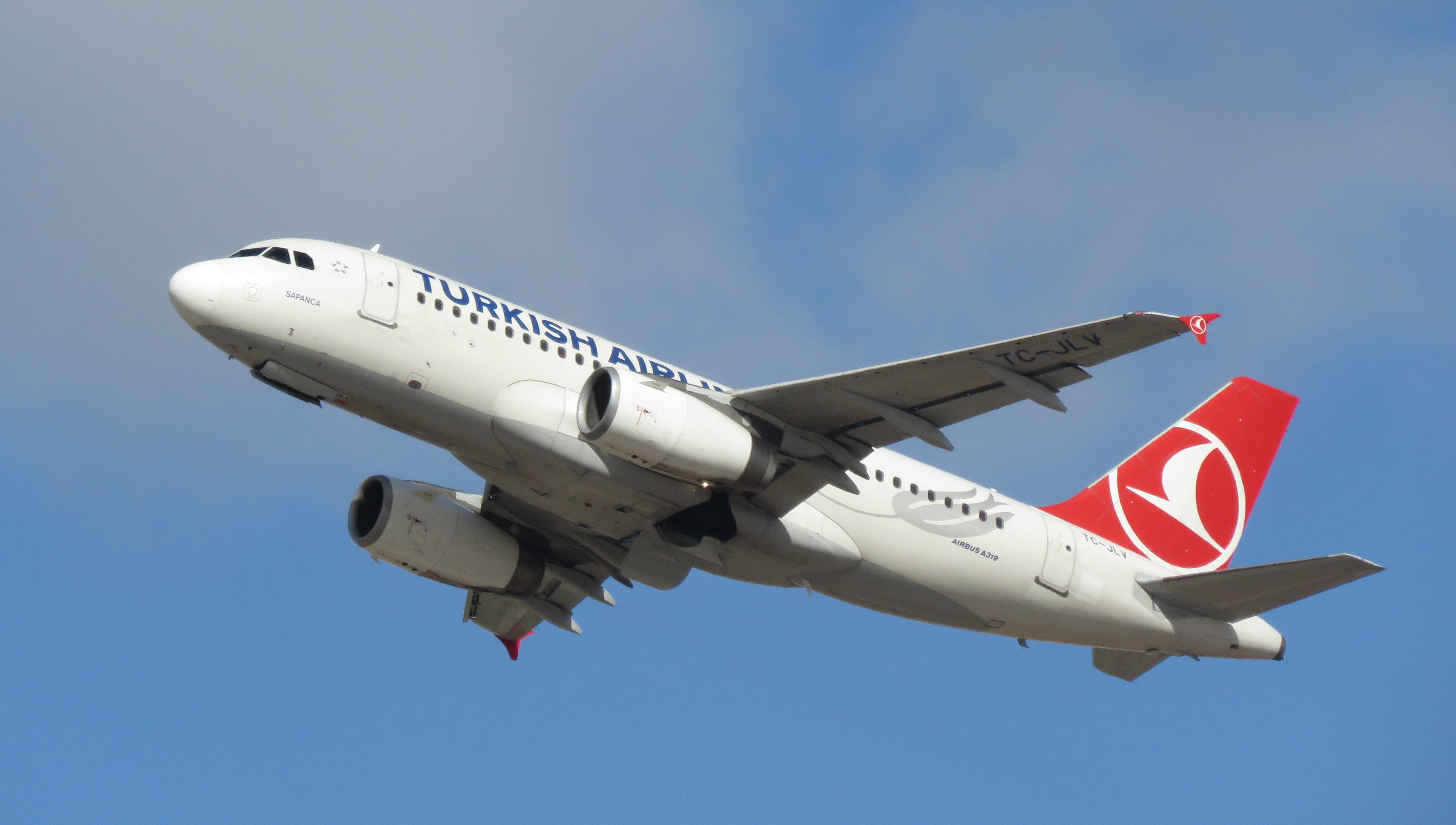
Airbus A319 Turkish Airlines

Головні морські порти: Стамбул, Ізмір, Ізміт, Іскендерун, Мерсін, Самсун, Трабзон. Аеропорти Стамбула й Анкари обслуговують декілька десятків міжнародних авіаліній. Турецькі авіакомпанії Türk Hava Yolları та Türk Hava Taşımacılığı виконують рейси всередині країни. Флагманська авіакомпанія країни Turkish Airlines з дочірньою бюджетною компанією AnadoluJet. Активно розвиваються бюджетні авілінії Pegasus. Закордонні авіарейси виконує також компанія SunExpress.
З 2003 року розвивається високошвидкісний залізничний транспорт. Лінія Стамбул — Ескішехір — Анкара модернізована для руху високошвидкісних електропоїздів (використовуються TCDD HT65000, замовлені в Іспанії) зі швидкістю до 250 км/год. У 2027 планується ввести в експлуатацію високошвидкісну гілку Анкара-Ізмір. Зараз протяжність високошвидкісних гілок становить 2256 км. Також Туреччина частково відновила маршрут знаменитого Східного Експресу. Потяг вирушає зі столиці Франції Парижа і завершує маршрут с турецькому Стамбулі. Торік потяг здійснив два рейси — 7 червня та 28 серпня. На 2024 рік також заплановано два рейси.
На початку 1980-х у Туреччині ще не було свого метрополітену. Проте було збудовано метро в Анкарі (відкрито у 1996 році), Стамбулі (відкрито у 2000 році), Ізмірі (відкрито у 2000 році), Адані (відкрито у 2009 році).
У Стабулі за останні роки було реалізовано два масштабні проєкти, які полегшують пересування між європейською та азійською частинами міста. У 2013 році тут розпочав роботу Мармарай (повністю введений в експлуатацію у 2019) — залізничні приміські лінії, якими можна без пересадки дістатися від Халкали (Європа) до Ґебзе (Азія) через тунель під Босфором. А наприкінці 2016 Європу та Азію з'єднав двоярусний автомобільний тунель під Босфором Євразія.
Крім того, у Європейській частині Стамбула діє Тюнель. Ця невелика лінія підземного фунікулера була відкрита ще 1875 року. В 1910 Тюнель був електрифікований. Дві станції з'єднані тунелем завдовжки 573 м.

## Космічна програма Туреччини
20 січня 2024 року, о 00:49 (за турецьким часом) зі стартового комплексу Космічного центру імені Кеннеді в штаті Флорида (США) запущено ракету Falcon 9, яка в ході приватної місії «Axiom Mission 3» (Ax-3), доставила на МКС капсулу Crew Dragon компанії SpaceX з групою асторонавтів на борту, серед яких - перший в історії Туреччини астронавт Альпер Гезеравджі (Alper Gezeravci).

### Література

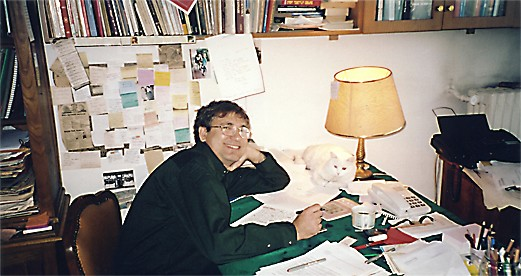
Орхан Памук

## Культура
Туреччина має дуже різноманітну культуру, яка є сумішшю різних елементів тюркської, анатолійської, османської (яка сама була продовженням як греко-римської, так і ісламської культур) та західної культури та традицій, які почалися з вестернізації Османської імперії. Ця суміш почалася в результаті зустрічі турків і їх культури з народами, які були на їхньому шляху під час їхньої міграції з Центральної Азії на Захід. Турецька культура є продуктом зусиль бути «сучасною» західною державою, зберігаючи при цьому традиційні релігійні та історичні цінності.

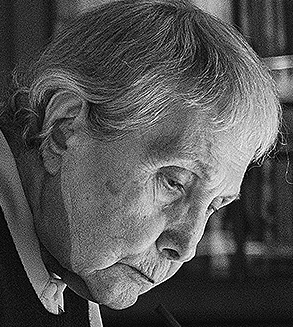
Адалет Агаоглу вважається однією із головних турецьких романісток XX століття

### Кінематограф

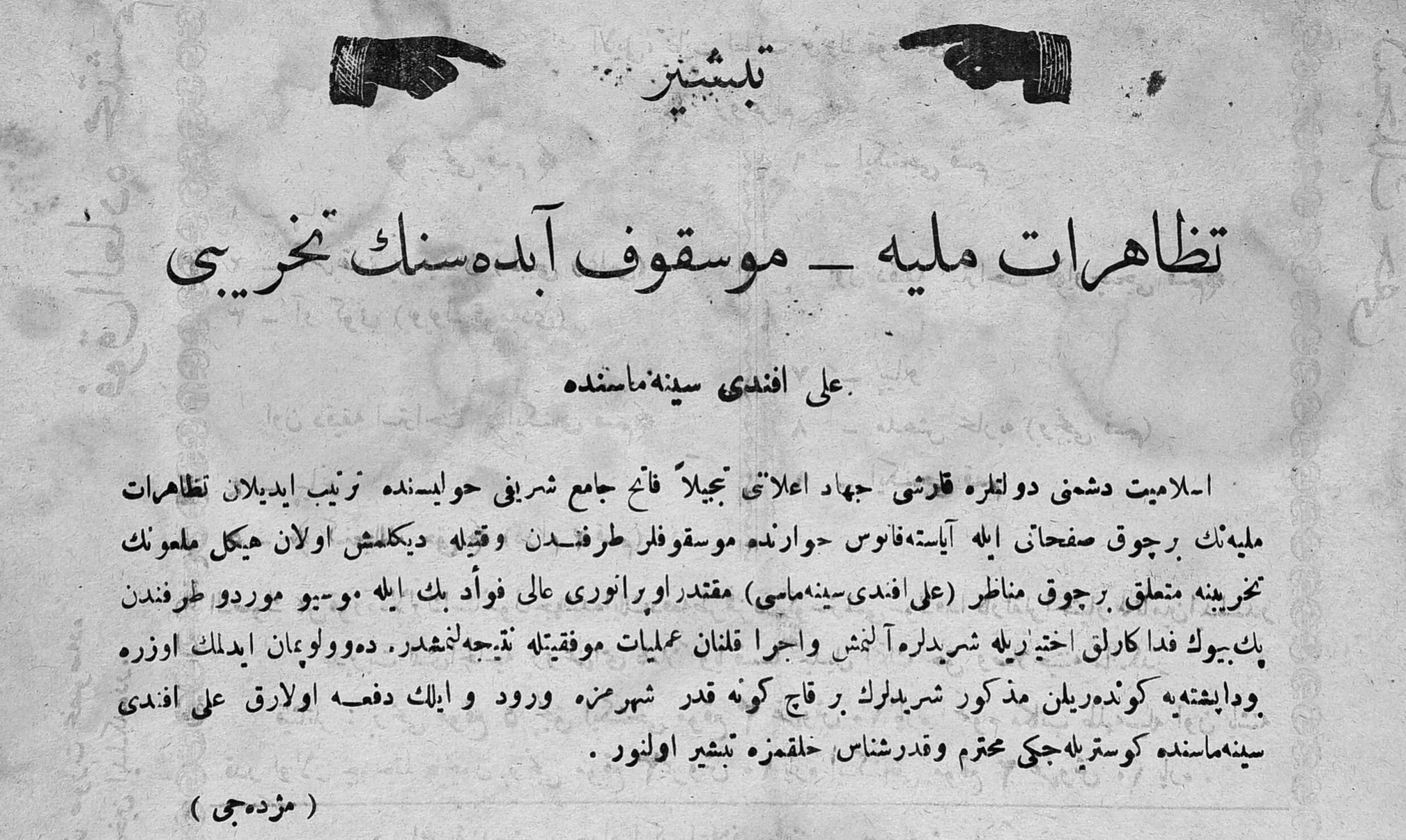
Оголошення в газеті Новини кіно за 30 листопада 1914 року під заголовком «Глас народу — "Знесення Московського меморіялу" в кінотеатрі Алі Ефенді».

Туреччина розпочинає історію турецького кінематографа ще до заснування республіки – 14 листопада 1914 року. Цього дня Фуат Узкинай, який також є першим турецьким кінематографістом, зняв документальний фільм «Знесення Московського меморіялу у Сан-Стефано» .
Золоту епоху кіно Туреччина пережила у 1960-1980-х роках, коли мала власний Голівуд – Єшільчам. Це узагальнена назва кіноіндустрії за назвою вулиці, на якій у той період розташовувалася більшість кінокомпаній. У цей період тут щорічно випускалося від 250 до 350 фільмів. Фільм «Посушливе літо», знятий Метіном Ерксаном, отримав нагороду «Золотий ведмідь» на Берлінському кінофестивалі в 1964 році.
Саме в цей період були відзняті стрічки, які зараз вважаються класичними: серія фільмів Турист Омер (тур. Turist Ömer), серія фільмів «Шалапутний клас» (тур. Hababam Sınıfı), «Топольок мій у червоній косинці» (тур. Selvi Boylum, Al Yazmalım), Тосун-паша (тур. Tosun Paşa), Молочні брати (тур. Süt Kardeşler), Пан Голота (тур. Züğürt Ağa), Дорога (тур. Yol). Останній отримав Золоту пальмову гілку (1982) та був висунутий на Золотий глобус в категорії «Найкращий фільм іноземною мовою» (1982), хоча нагороду й не отримав.
Саме в період Єшільчаму постала плеяда любих народові зірок: Кемаль Сунал, Аділє Нашіт, Кадір Інанир, Тюркан Шорай, Мюжде Ар, Джунейт Аркин, Шенер Шен.
Після 1980 року кіноіндустрія Туреччини занепала. Сталося це через несприятливу кон’юнктуру: військовий переворот в середин країни та стрімкий розвиток телебачення і касетного відео у світі, через що турецький споживач переорієнтувався на зарубіжне кіно. У цьому ж убачало свою місію й новостворене Управління кінематографії – виправлення помилкового зображення Туреччини в іноземних фільмах, створення турецьких субтитрів для участі в міжнародних фестивалях, тощо.
Турецька кіноіндустрія почала знову спинатися на ноги після 2000-х завдяки появі яскравих режисерів: Фатіх Акин, Нурі Більґе Джейлан, Чаган Ирмак.
У 2002 році Нурі Більґе Джейлан випускає своє «Відчуження» (тур. Uzak), яке збирає оберемок міжнародних нагород, серед яких:

Каннський кінофестиваль, 2003
- Нурі Більґе Джейлан – Гран-прі;

Постер фільм Нурі Більґе Джейлана «Відчудження»

- Мехмет Емін Топрак – найкраща чоловіча роль;
- Музаффер Оздемір – найкраща чоловіча роль.

Анталійський фестиваль «Золотий апельсин», 2022
- Нурі Більґе Джейлан – найкращий режисер;
- Найкращий фільм;
- Нурі Більґе Джейлан – найкращий сценарій;
- Мехмет Емін Топрак – найкращий актор другого плану;

Анкарський кінофестиваль, 2022
- Нурі Більґе Джейлан – найкращий режисер;
- Нурі Більґе Джейлан – найкращий звукорежисер;
- Нурі Більґе Джейлан – найкращий монтаж;
- Зухаль Ґенджер Еркая – найкраща актриса другого плану.

Міжнародний Стамбульський кінофестиваль, 2003
- Найкращий фільм
- Нурі Більґе Джейлан – найкращий режисер року;
- Нагорода ФІПРЕССІ

Кінофестиваль Монпельє
- Нурі Більґе Джейлан – Золота Антігона;
- Нурі Більґе Джейлан – приз кінокритиків.

У 2004 році з’являється знаковий фільм «Головою об стіну» (нім. Gegen die Wand) турецько-німецького режисера Фатіха Акина;
У 2005 виходить «Мій батько і мій син» Чагана Ирмака, що посідає третю позицію серед найкращих турецьких фільмів за всю історію і 233 позицію серед 250 найрейтинговіших фільмів IMDb станом на 1 липня 2024 року.
Обидва режисери продовжують випускати помітні фільми.
Чаган Ирмак у 2008 році випустив фільм «Самітник» (тур. Issız Adam), який у 2009 році отримав нагороду «Золотий метелик» як «Подія року», а у 2011 – Народ мого діда.
У Нурі Більґе Джейлана в 2006 з’явився фільм «Пори року». Нагороди:
Анталійський кінофестиваль, 2006
- Ісмаїль Карадаш – найкраща звукорежисура;
- Айхан Ерґюрсель – найкращий монтаж;
- Назан Кирилмиш – найкраща актриса другого плану;
- Нурі Більґе Джейлан – найкращий режисер.

Каннський кінофестиваль, 2006
- Нагорода ФІПРЕССІ

Стамбульський кінофестиваль
- Найкращий фільм.

За ним у 2008 було випущено «Три мавпи», який, серед іншого, завоював Нурі Більґе Джейлану на Каннському кінофестивалі нагороду «Найкращий режисер».
Після нього у 2011 послідував фільм «Одного разу в Анатолії», який завоював Гран-прі Каннського фестивалю того ж року.
У 2014 – «Зимова сплячка», яка завоювала Золоту пальмову гілку в Каннах. Наразі остання робота режисера «Про висохлі трави» (2023) була номінована на Золоту пальмову гілку, однак не отримала її. Проте Мерве Діздар, виконавиця головної жіночої ролі, отримала нагороду як найкраща актиса.
Чільне місце в сучасному кінематографі Туреччини посідає Джем Їлмаз – комедіянт, якому подобається знімати фільми. Хоч його фільми й не завойовують міжнародні нагороди, в середині країни їх не обходять увагою. У кіновиробництві може брати на себе різноманітні ролі, як режисера, так і продюсера, автора сценарію чи актора. Його знані кінороботи: Візонтеле (2001),  G.O.R.A. (2004), Авантурники (2005), Чарівник (2006), A.R.O.G (2008), Дикий Захід (2010), Сезон полювання (2010), Дуже скоро (2014) та Не турбувати (2023, Нетфлікс).

#### Серіали
У Туреччині практично не існує традиції дубляжу телевізійних фільмів і програм, дубляж використовують зазвичай лише для дитячого контенту. Це посприяло зміцненню власного кіновиробництва.
Спершу турецьке телебачення пішло шляхом екранізації класичних сюжетів, створивши у 2000-х локальні серіальні хіти та телезірок національного масштабу.
У 2003 році на екрани виходить серіал «Долина вовків» (тур. Kurtlar Vadisi) про боротьбу з організованою злочинністю.
 
У 2006 році «Тисяча й одна ніч» — оповідь про Шахерезаду на сучасний лад, що за 7 років стане першим турецьким серіалом на українському телебаченні.
 
У цьому ж році з'явилася серіальна адаптація роману Решата Нурі Ґюнтекіна «Листопад» (тур. Yaprak Dökümü).

За два роки з'явився серіал «Заборонене кохання» — осучаснена адаптація роману Халіда Зія Ушаклиґіля за такою ж назвою.
 
У 2009 році на екрани вийшов «Панянчин фільварок» (тур. Hanımın Çiftliği) — адаптація роману Орхана Кемаля.
У цей же період з'явився незабутній місцевий комедійний серіал (2004 рік) «Європейська частина» (тур. Avrupa Yakası) та молодіжний серіал, локальний варіант американської Затоки Доусона, (2009) «Вітер в голові» (тур. Kavak Yelleri).
З 2010-х турецька серіальна індустрія входить у свою золоту епоху і поволі переходить від екранізацій і адаптацій до власних сценаріїв.
У 2009-му на екранах з'явився «Езель».

У 2010 році в телевізійний світ Туреччини увірвався контроверсійний серіал «У чому вина Фатмагюль?».

А в 2011 серіальна індустрія народила свій найбільший хіт, який виведе турецькі серіали на друге місце у світі за рівнем експорту після американських і розпочне еру костюмованих історичних серіалів, що триває досі, — «Величне століття». Це захоплива історія української бранки Роксолани, її взаємне кохання з султаном, державні інтриги та війни, що змінювали обриси Європи, на фоні «величного століття» в історії Османської імперії.

Цього ж року вийшла комедія «Лейла та Меджнун», яка донині утримуєтся на другій позиції в рейтингу найкращих турецьких серіалів IMDB.

2013 року з'являється адаптація ще одного роману Решата Нурі Ґюнтекіна, на цей раз «Корольок – пташка співоча».
Популярність історичних серіалів породила дві паралельні гілки їхнього розвитку. На чолі однієї з них став державний телеканал TRT, який заповзявся знімати історичні саги про велич і могутність тюрків. Так з'явилися серіали Відродження: Ертугрул і Заснування: Осман про період заснування Османської імперії або Payitaht: Abdülhamit про правління сутана Абдул-Гаміда II. З іншого фронту історичні теми були використані для перших турецьких серіалів Netflix для популяризації власної історії та самобутності на широку зарубіжну аудиторію: серіали Хакан-оборонець (Hakan: Muhafız), Дар, Шахмаран, Північ у Пера-палас.

### Музика

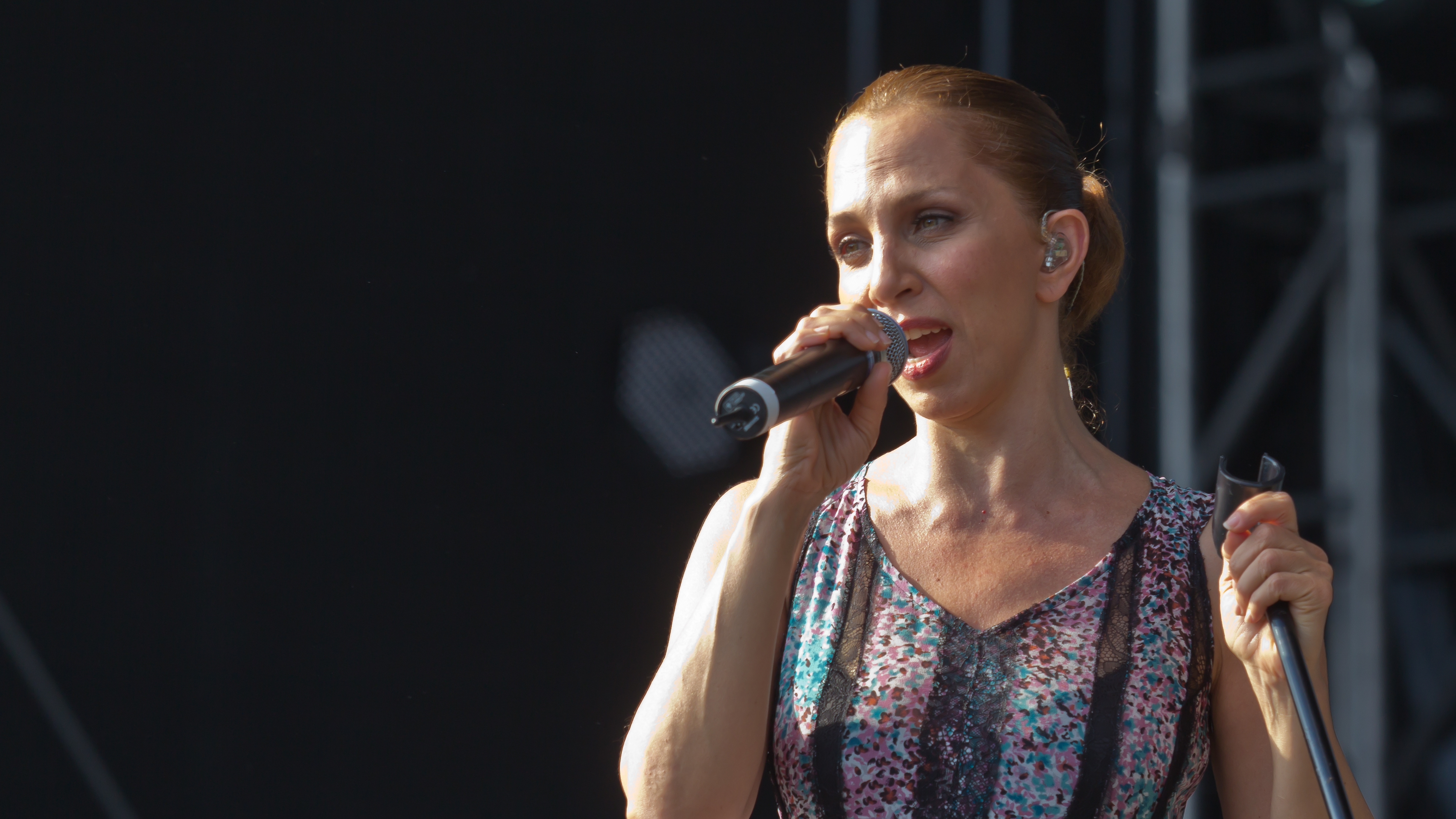
Сертаб Еренер

Багато турецьких міст і містечок мають яскраві місцеві музичні сцени, які, своєю чергою, підтримують ряд регіональних музичних стилів. Попмузика в західному стилі втратила значення на хвилі популярності арабески наприкінці 1970-х і 1980-х років. Навіть найбільші зірки, Ажда Пеккан і Сезен Аксу, поступилися традиційним мотивам.
Поп знову став популярним на початку 1990-х років у результаті відкриття економіки та суспільства. За підтримки Аксу, зростальна популярність попмузики породила кількох міжнародних турецьких попзірок, як-от Таркан і Сертаб Еренер. Наприкінці 1990-х також з'явилася андеграундна музика, альтернативний турецький рок, електроніка, хіп-хоп, реп і танцювальна музика — на противагу основним корпоративним жанрам поп і арабеск, які, на думку багатьох, стали занадто комерційними.
Серед популярних виконавців — maNga, Mor ve Ötesi, Шебнем Ферах, Хайко Джепкін, Бариш Манчо, Джем Караджа, Мустафа Сандал, Сертаб Еренер.

### Кухня

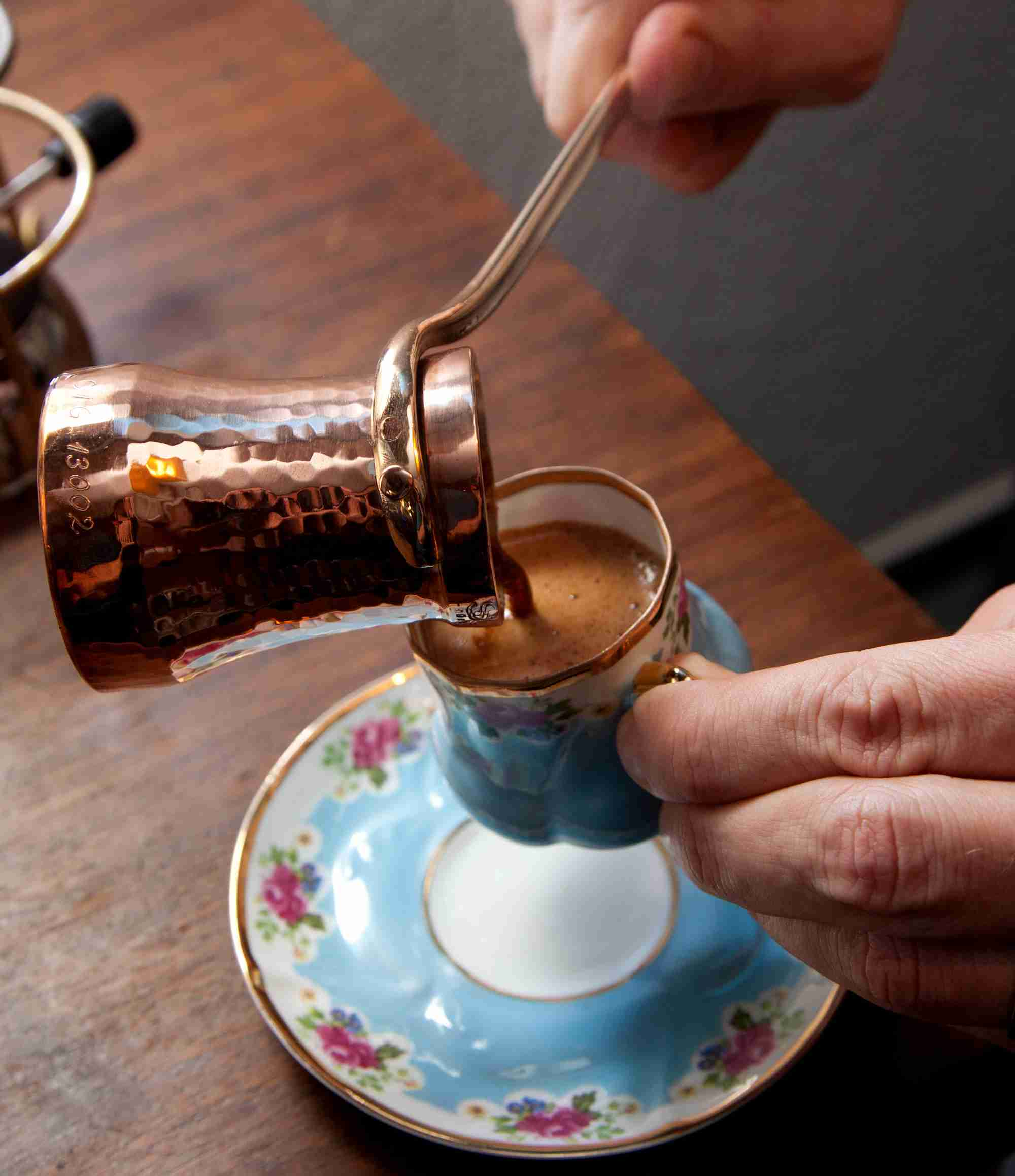
Кава по-турецьки

Турецька кухня багато в чому є спадщиною османської кухні. У перші роки існування Республіки було опубліковано кілька досліджень про регіональні анатолійські страви, але кухня не була особливою частиною турецької фольклористики до 1980-х років, коли молода індустрія туризму заохочувала турецьку державу спонсорувати два симпозіуми з харчування. Доповіді, представлені на симпозіумах, представляли історію турецької кухні в «історичному континуумі», який сягає тюркських витоків у Центральній Азії та продовжується в періоди сельджуків та османів.

### ЗМІ
Незважаючи на законодавчі положення, свобода ЗМІ в Туреччині неухильно погіршувалася з 2010 року і різко скоротилася після невдалої спроби державного перевороту 15 липня 2016 року. Станом на грудень 2016 року в Туреччині було ув'язнено щонайменше 81 журналіста і було закрито понад 100 інформаційних агентств. Freedom House вважає турецькі ЗМІ невільними. Репресії ЗМІ також поширюються на цензуру в Інтернеті, оскільки Турецька Вікіпедія була заблокована в період з 29 квітня 2017 року по 15 січня 2020 року.
2 серпня 2024 року Державна агенція з інформаційних технологій та зв'язку заблокувала доступ до соціальної мережі інстаграм. Офіційно агенція ніяк не прокоментувала цей крок, але журналісти говорять, що блокування є відповіддю на цензурування дописів турецьких користувачів, які висловлювали співчуття у зв'язку з ліквідацією одного з лідерів Хамасу — Ісмаїла Ганії. Влада Туреччини досягла згоди з керівництвом корпорації Мета і доступ до інстаграма було розблоковано 10 серпня.

### Спорт
Традиційним національним видом спорту Туреччини з часів Османської імперії є yağlı güreş (масляна боротьба). З 1361 року в провінції Едірне проводиться щорічний турнір з боротьби Кіркпінар, що робить його найстарішим безперервним спортивним змаганням у світі. У 19-му та на початку 20-го століть османські турецькі чемпіони з боротьби набули міжнародної слави в Європі та Північній Америці, вигравши титули чемпіона світу з боротьби у важкій вазі. Міжнародні стилі боротьби, як-от вільна боротьба та греко-римська боротьба, також популярні.

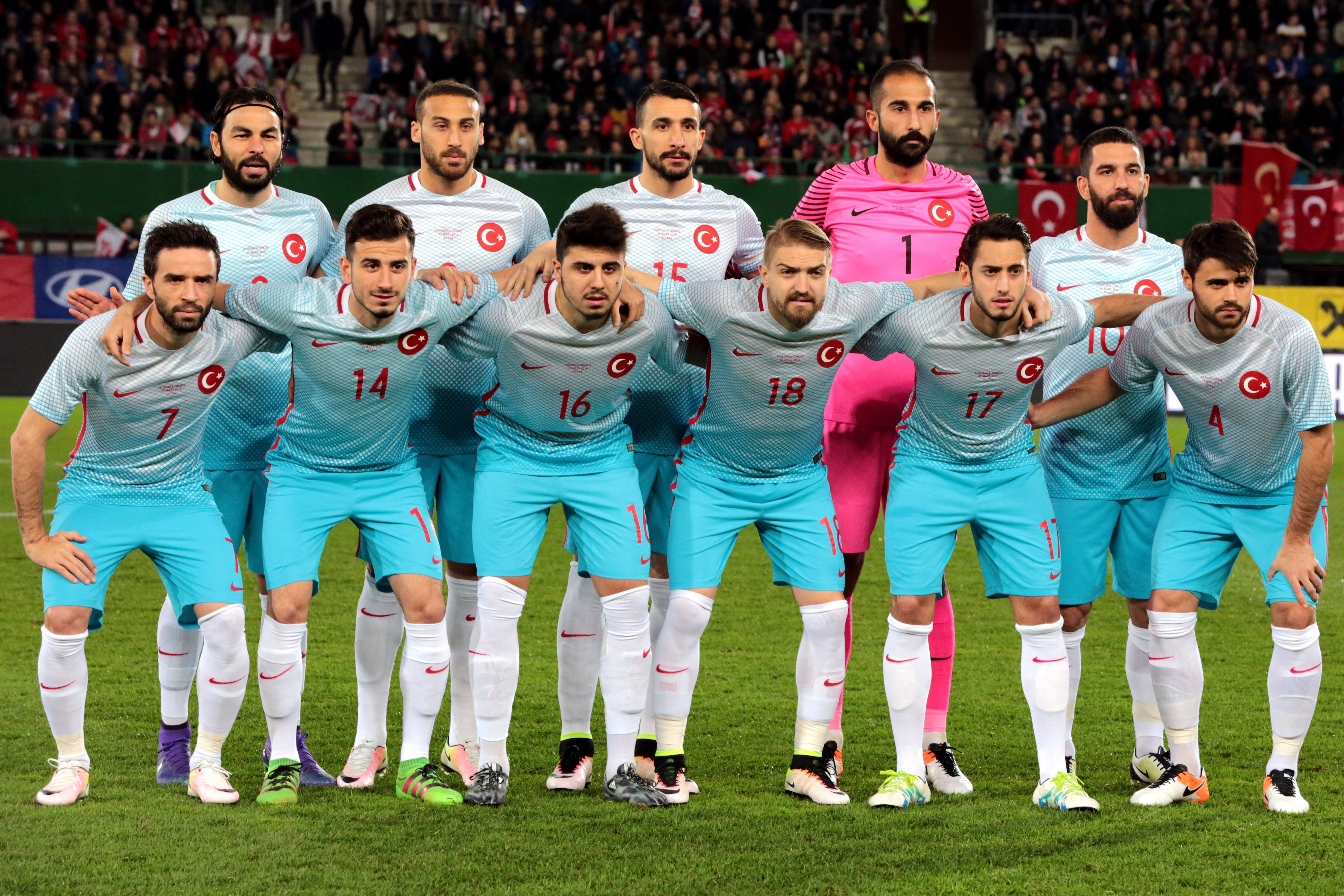
Збірна Туреччини з футболу

Найпопулярнішим видом спорту в Туреччині є футбол. «Галатасарай» виграв Кубок УЄФА та Суперкубок УЄФА у 2000 році. Збірна Туреччини з футболу виграла бронзову медаль на Чемпіонаті світу з футболу 2002 року, Кубку конфедерацій FIFA 2003 року та Євро-2008.
Інші популярні види спорту, як-от баскетбол і волейбол, також популярні. Чоловіча національна збірна з баскетболу виграла срібну медаль на Чемпіонаті світу ФІБА 2010 року та на Євробаскеті 2001, які приймала Туреччина; і є однією з найуспішніших на Середземноморських іграх. Турецький баскетбольний клуб «Фенербахче» три сезони поспіль (2016, 2017 і 2018) виходив у фінал Євроліги, ставши чемпіоном Європи в 2017 році та призером у 2016 і 2018 роках. Інший турецький баскетбольний клуб «Анадолу Ефес С. К.» виграв Євролігу 2020—2021 та Кубок Корача 1995—1996, зайняв друге місце в Євролізі 2018—2019 та Кубку ФІБА Сапорта 1992—1993, а також зайняв третє місце в Євролізі 1999—2000 та Супролізі 1999—2000. Бешикташ виграв Єврокубок FIBA 2011—2012, а Галатасарай виграв Єврокубок 2015—2016. Фінал чемпіонату Євроліги серед жінок із баскетболу 2013—2014 відбувся між двома турецькими командами, Галатасараєм та Фенербахче. Жіноча збірна з баскетболу здобула срібну медаль на Євробаскет-2011 та бронзу на Євробаскет-2013.

### Національні свята

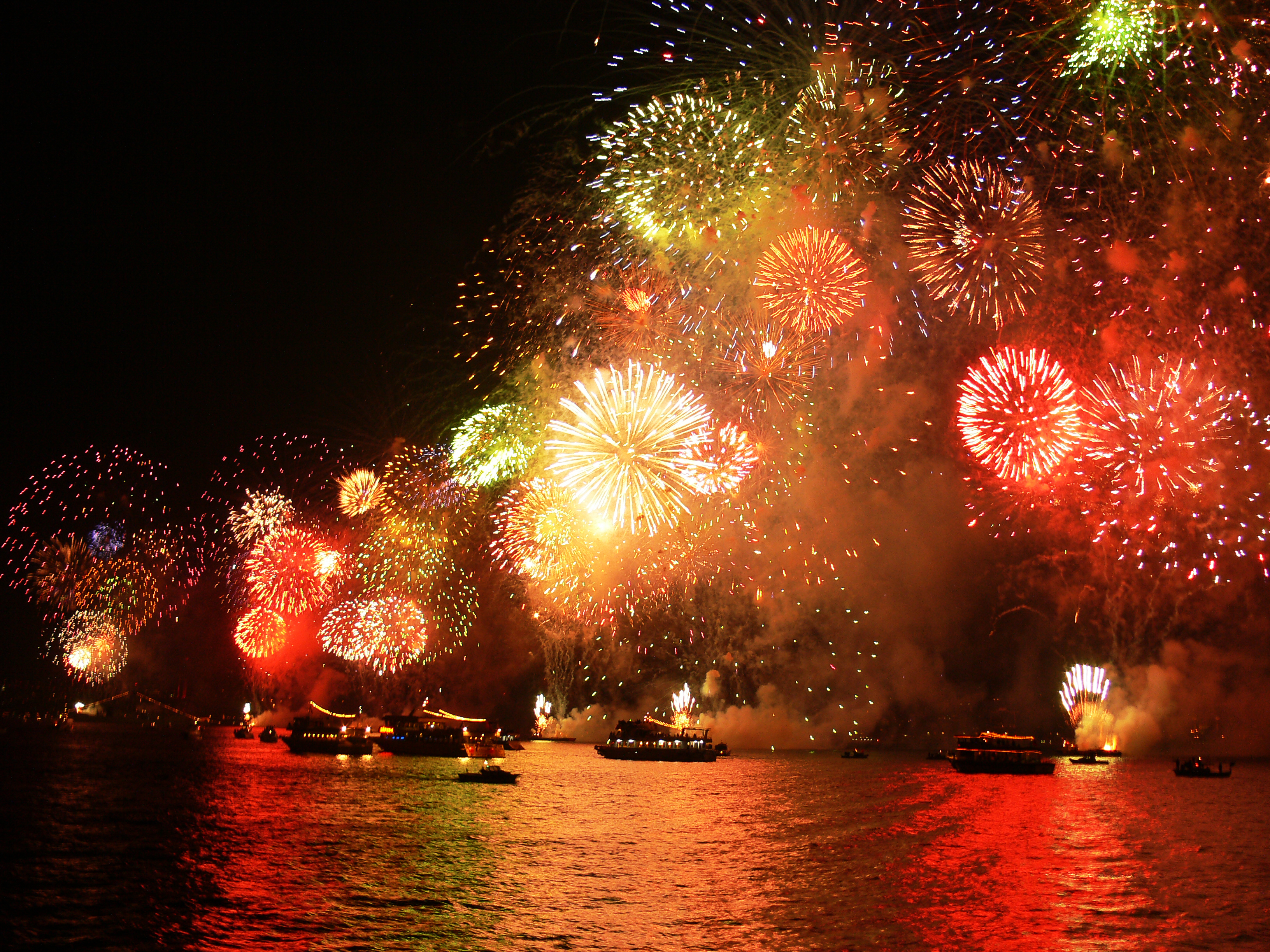
Святкування Дня утворення Республіки, 2007

Найбільші релігійні свята — Рамазан-байрам і Курбан-байрам. Дати цих свят щорічно «плавають», оскільки визначаються за місячним календарем.
- 1 січня — Новий рік;
- 23 квітня — Міжнародний день дітей і національного суверенітету;
- 1 травня — День праці та солідарності;
- 19 травня — День пам'яті Ататюрка, день молоді та спорту;
- 29 травня — (відзначається лише в Стамбулі) взяття міста османами. Робочий день;
- 15 липня — День демократії та національної єдності;
- 30 серпня — День перемоги;
- 29 жовтня — День Республіки;
- 10 листопада о 9 год. 05 хв. — країна шанує пам'ять Ататюрка хвилиною мовчання.

### Туризм

#### Пляжний відпочинок

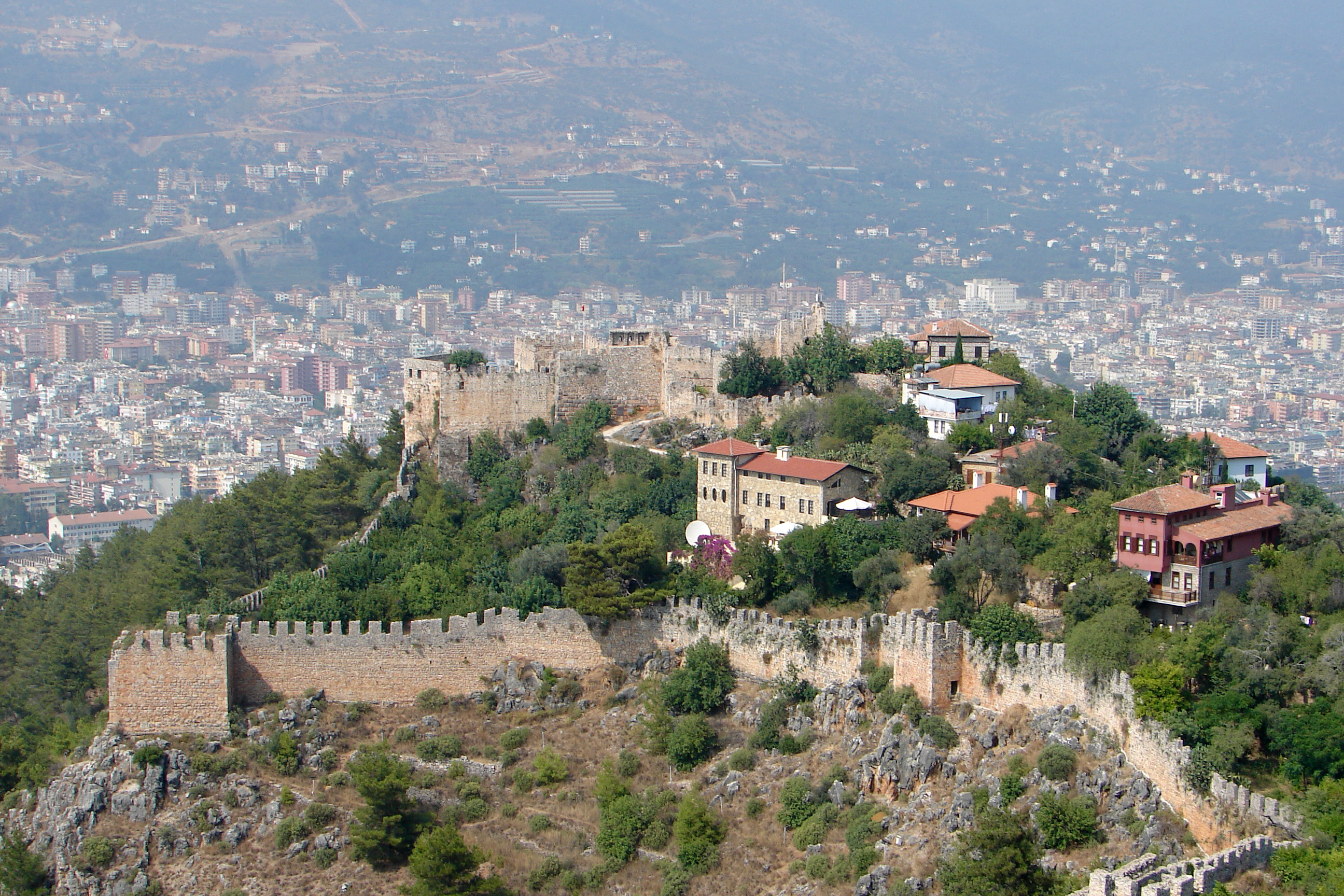
Фортеця Аланія

Найпопулярніші пляжні курорти в Туреччині — Сіде, Белек, Мармарис, Анталія, Кемер, Аланія, Бодрум, Фетхіє.
- Сіде — старовинне приморське місто, що лежить на півострові неподалік від Анталії. Цей дорогий і престижний курорт дарує своїм гостям умиротворення й тишу, можливість зігрітися на прекрасному пляжі й насолодитися морем та інші розваги, а також помандрувати екскурсіями по слідах Антонія та Клеопатри, по місцях слави Олександра Великого.
- Белек — молодий турецький курорт, що його спроєктували провідні світові архітектори. Тут все створено для комфортного відпочинку, інфраструктура курорту включає буквально все, що можна побажати, в тому числі численні гольф-клуби. Поруч із курортом розташовані великий національний парк, сосновий і евкаліптовий ліс, апельсинові плантації.
- Мармарис є перлиною серед турецьких курортів. Тут дуже гарні умови для дайвінгу та купання в морі, на його набережній довжиною 4 кілометри розташовані нічні клуби, кафе, ресторани. Дуже гарний парк, цікава середньовічна фортеця, звідси ходять пороми на грецький острів Родос.
- Анталія — один із найкращих, і найпопулярніших курортів світу. Гори захищають Анталію від холодних вітрів, що створює унікальний субтропічний мікроклімат. Тут завжди гарна погода, а кількість доступних у готелі й за його межами розваг неможливо навіть перерахувати.
- Кемер недарма називають «Богом обдароване місце на землі». Цей курорт лежить на території стародавньої Лікії. Серед його різноманітних принад: море, засніжені Таврські гори, сосново-евкаліптові ліси, бананові, лимонні й апельсинові плантації, безліч готелів.
- Аланія — ще один заслужено популярний турецький курорт. Тут дивовижний клімат і найширші можливості для відпочинку, у тому числі активного. Пам'ятки Аланії — візантійська фортеця, Червона Вежа, і сталактитова печера Далматаш.
- Бодрум є улюбленим місцем відпочинку музикантів, поетів, художників зі всього світу. Це один із найпрестижніших турецьких курортів. Мальовничі бухти Середземного моря й чудові золоті пляжі змінюються сосновими лісами та апельсиновими гаями. Бодрум дарує умиротворення, сили та натхнення.
- Курорт Фетхіє має чудові можливості для дайвінгу та інших водних видів спорту. Лагуна Олю Деніз відома на весь світ, а в тутешніх лісах ростуть сріблясті ялини й інші унікальні дерева. Фетхіє — прекрасне місце для екскурсій, тут можна побачити фортецю Родос, руїни стародавнього міста Телмесос і багато інших цікавих речей.

#### Лижні курорти
Завдяки широкій географії, окрім пляжного відпочинку влітку, Туреччина може запропонувати й зимовий відпочинок на лижних курортах.
- Картепе, Коджаелі, до якого 100 км. від Стамбула. Має 21 трасу завдовжки 17 км.
- Улудаг, Бурса розташований за 40 км. від центру Бурси. На курорті є 20 трас, найдовша з яких сягає 2 км.
- Карталкая, Болу розташований за 54 км від Болу. У 2024 став лідером за висотою сніжного покрову серед усіх лижних курортів Туреччини. Висота снігу тут становила 167 см. Має 25 трас загальною протяжністю у 75 км. У сезон на вихідні всі 5 готелів повністю заповнені.
- Паландьокен, Ерзурум розташований всього в 4 км. від центру міста. У Паладьокені 27 трас загальною протяжністю 28 км., найдовша з них — 12 км. Окрім туристичних трас тут також є траси для професіоналів, сертифіковані Національною федерацією лижного спорту. Траси Еждер і Капикая є затвердженими трасами для слалому і гігантського слалому, а також є олімпійськими трасами[56].
- Ерджієс, Кайсері, розташований за 20 км. від центру міста, має 112 км. поєднаних між собою трас.
- Сарикамиш, Карс — 9 трас 30 км. завдовжки.

#### Культурний туризм
Найпопулярнішою зупинкою для культурного туризму в Туреччині є столиця трьох імперій — Стамбул.
Найнасиченішою тут є концентрація пам'яток часів Османської імперії, особливо палацами та павільйонами, зведеними за наказами різних султанів: палац Топкапи, збудований Мехмедом ІІ Фатіхом (Завойовником) і який слугував оселею і центром державного управління близько 400 років; палац Долмабахче, що перейняв естафету резиденції правителів, у ньому жив, працював і помер «батько нації» Мустафа Кемаль Ататюрк. Після нього за правління Абдул-Гаміда II осередком державного управління став палац Їлдиз, літній палац османських султанів — Бейлербеї.
Османська архітектура найяскравіше відображена в культових спорудах — мечетях і примечетних комплексах: комплекс і мечеть Мехмеда Фатіха в районі Фатіх, комплекс і мечеть Шехзаде, побудована на честь рано померлого сина Сулеймана Пишного і Роксолани — шехзаде Мехмеда; мечеть Сулейманіє — комплекс, зведений архітектором Сінаном на честь Сулеймана Пишного, на цвинтарі якого розташовані гробниці самого Сулеймана і його дружини Роксолани; Блакитна мечеть, збудована під час управлінської та фінансової кризи держави.
У Стамбулі збереглися пам'ятки й доосманського візантійського періоду: Ая-Софія, яка за тривалий час свого існування була як церквою, так і мечеттю й музеєм (нині вона знову функціонує як мечеть), церква Хора, Церква святої Ірини та Вселенський патріархат.
Також з точки зору історії Османської імперії інтерес викликають її колишні столиці: Едірне з комплексом і мечеттю Селіміє, збудованих архітектором Сінаном на честь султана Селіма ІІ (сина Сулеймана Пишного і Роксолани), та Бурса, в якій розташовані мавзолеї всіх султанів до взяття Константинополя та в околицях якої є село Джумаликизик, яке зберігає архітектуру та сільський побут Османської імперії. Автентичну архітектуру і побут періоду імперії зберігає також історична частина міста Сафранболу.
Історія давніх часів представлена в Туреччині залишками поселення часів неоліту Чатал-Гьоюк недалеко від Коньї, найдавніші знайдені шари якого відносять до 7500 до н. е.; руїнами храмового комплексу Месопотамії, датованого 7 тисячоліттям до н.е. — Ґьобеклі-Тепе в околицях Шанлиурфи та Хаттуса — столиця Хетської держави періоду пізньої бронзи (зараз відноситься до регіону Чорум).
На горі Немрут-Даг царська гробниця правителя Антіоха I Коммагенського, побудована в 62 р. до н. е. і прикрашена величезними кам'яними статуями 8-9 м заввишки. А в Мардіні можна познайомитися з історією та культурою ассирійців.
Пам'ятки періоду давньої Греції та Риму зосереджені в Трої, Ефесі та Гієраполісі, широка колекція елліністичних мозаїк зібрана в колекції Музею мозаїк Зеугми в Ґазіантепі.
Окремий регіон для туризму представляє  Каппадокія, розташована в Центральній Анатолії. Вона приваблює туристів печерними містами, доосманськими висіченими в скелях церквами, незвичайними природними ландшафтами перібаджалари і можливістю побачити їх з висоти пташиного польоту, пролітаючи над ними у повітряних кулях.
Останнім часом Туреччина також розвиває як туристичний регіон Фригії із центром в місті Афьонкарагісар. Регіон має деякі подібності з Каппадокією: специфічний ландшафт і вирізані у скелях церкви та помешкання. Також окремою пам'яткою є місце зйомок фільму Джема Їлмаза A.R.O.G., який знімався у фригійській долині.

#### Пішохідний туризм
Для любителів пішохідного туризму в Туреччині є спеціальна маркована дорога Лікійська стежка. Вона починається великим жовтим транспарантом за селищем Олюденіз курортного району Фетхіє і закінчується у селищі Ґеїкбаїри (Geyikbayırı) біля Анталії. Загальна протяжність маршруту — 540 км.

## Галерея

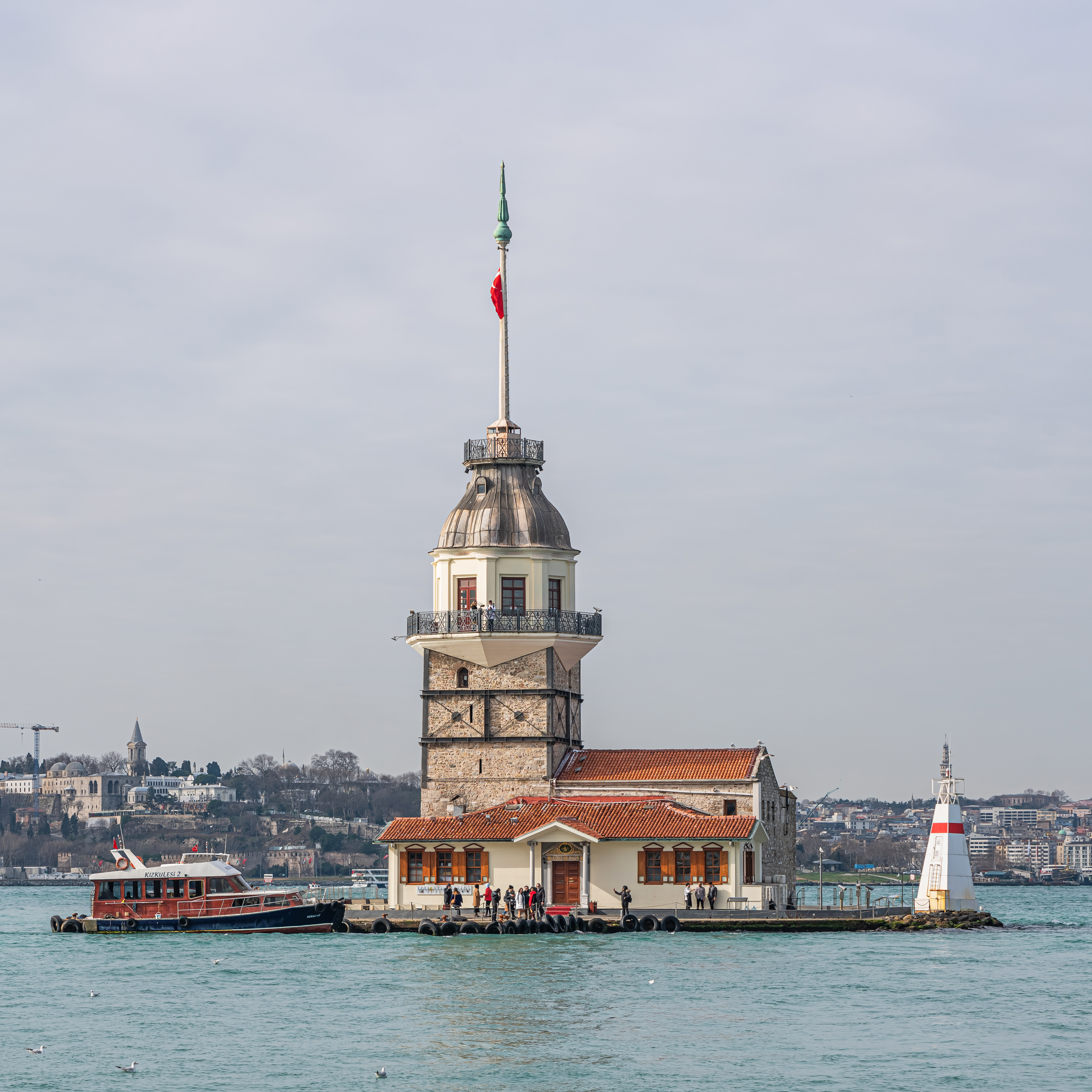
Дівоча вежа
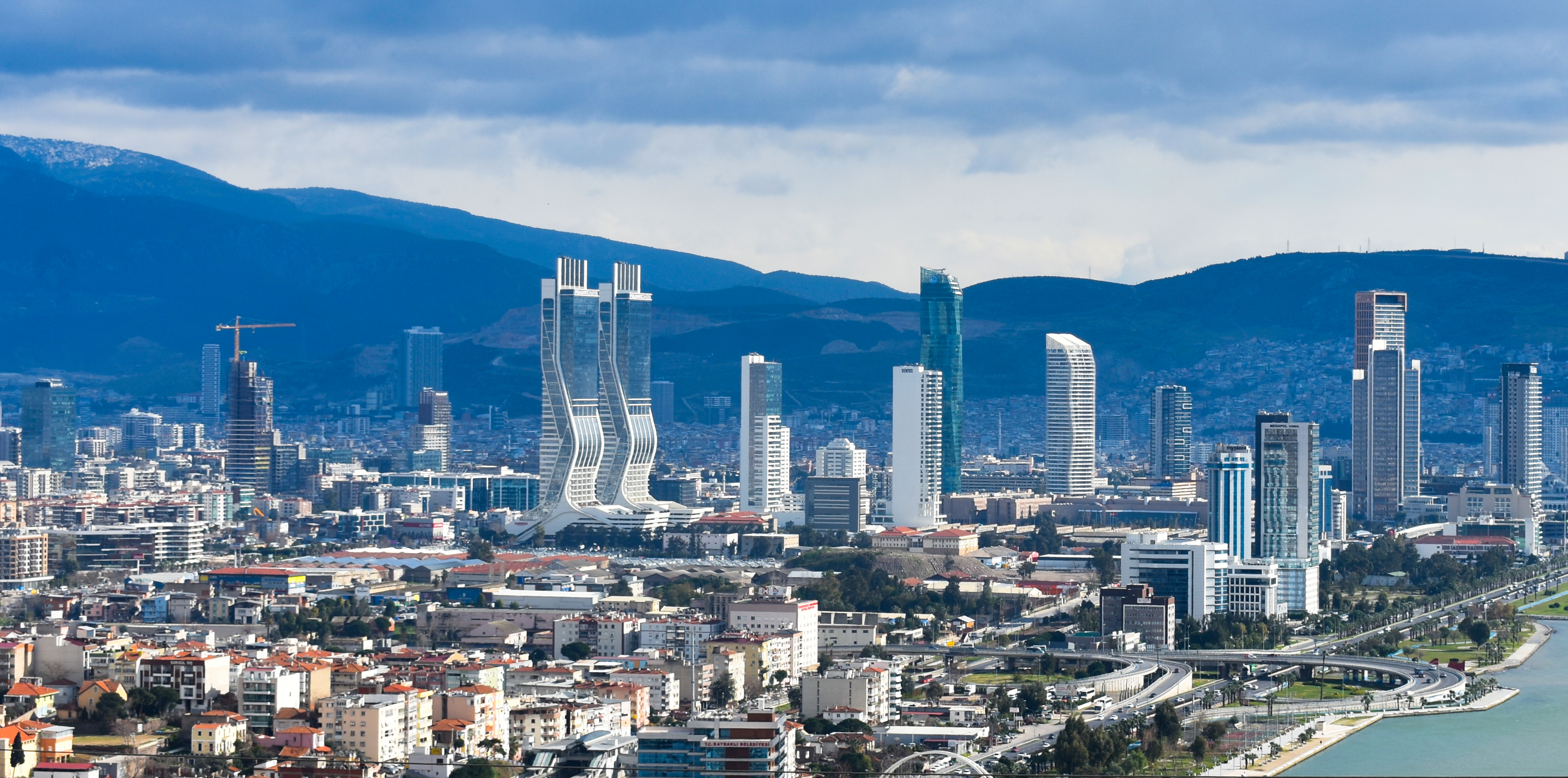
Узбережжя Ізміра
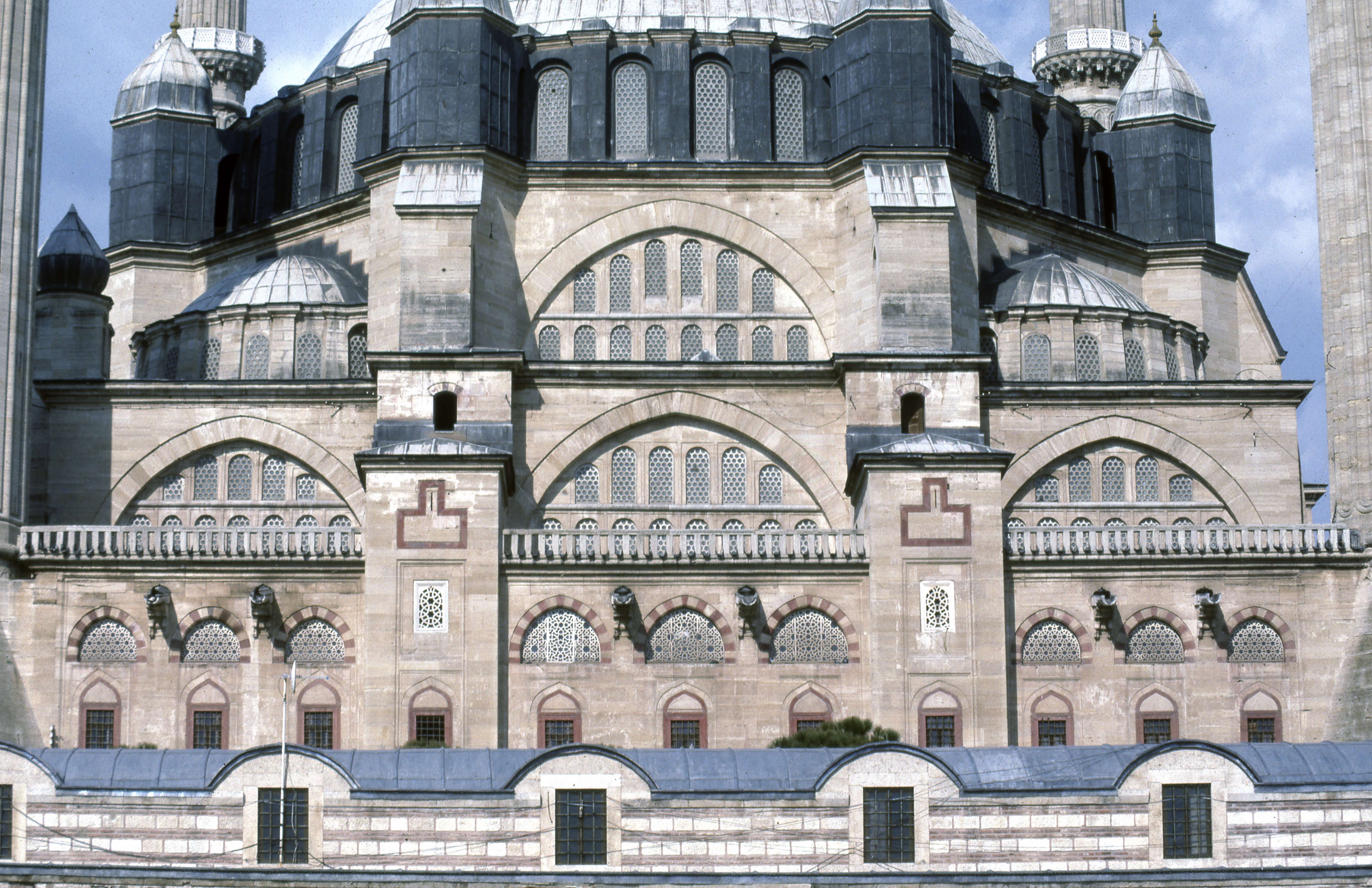
Мечеть Селіміє
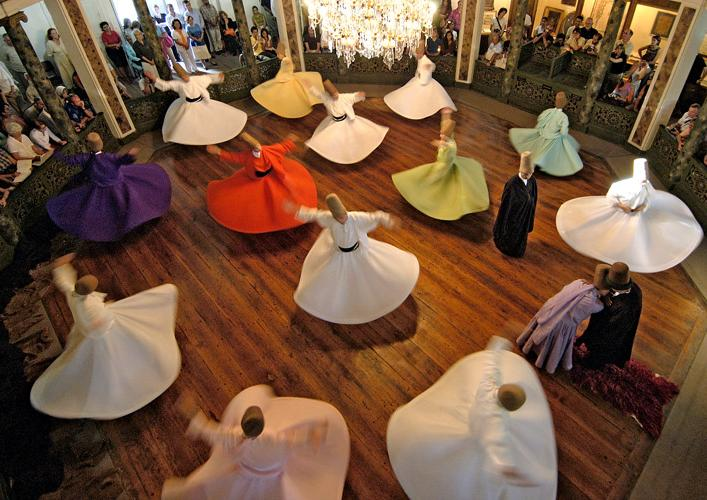
Танцюючі дервіші — мевлеві
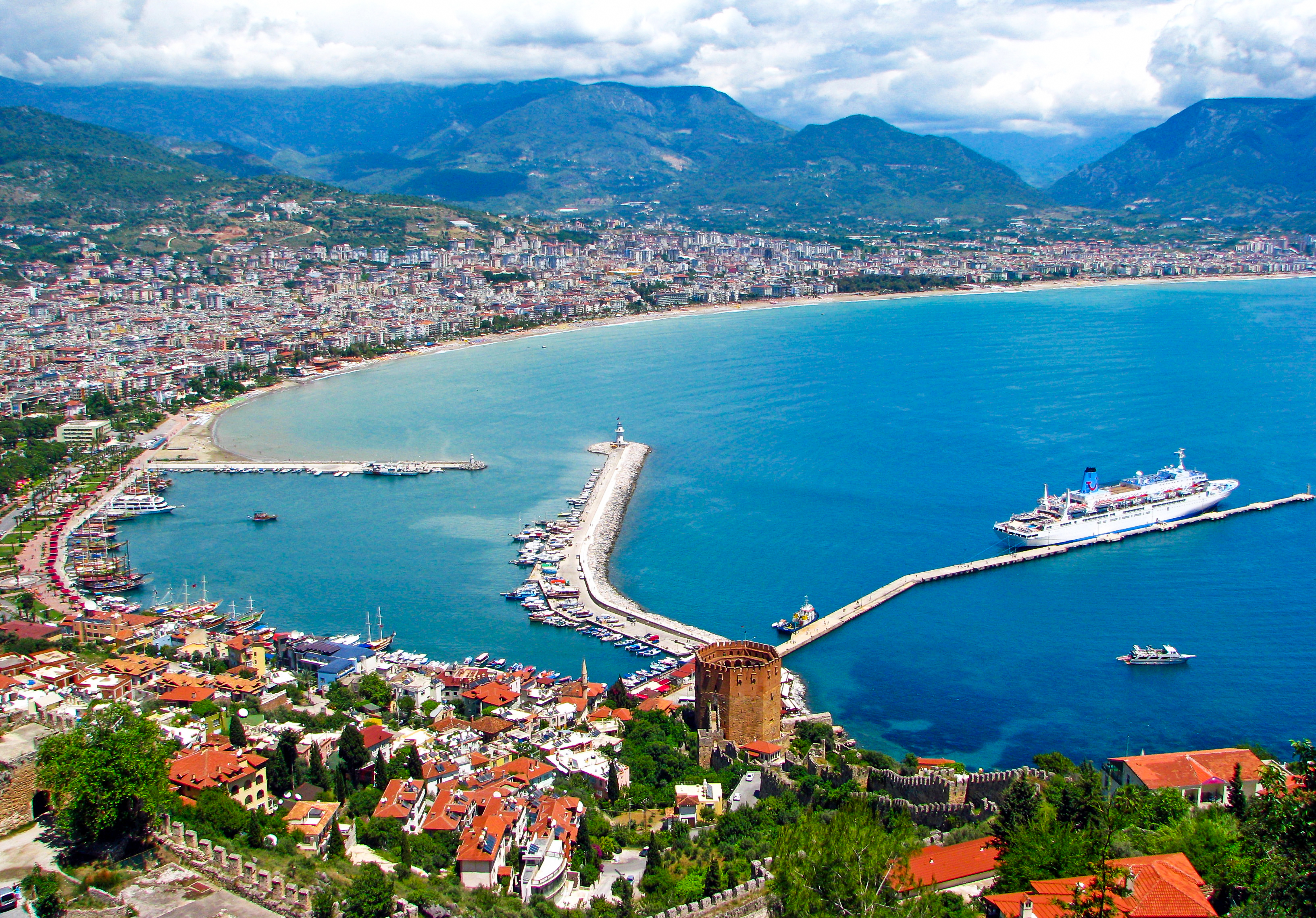
Аланія
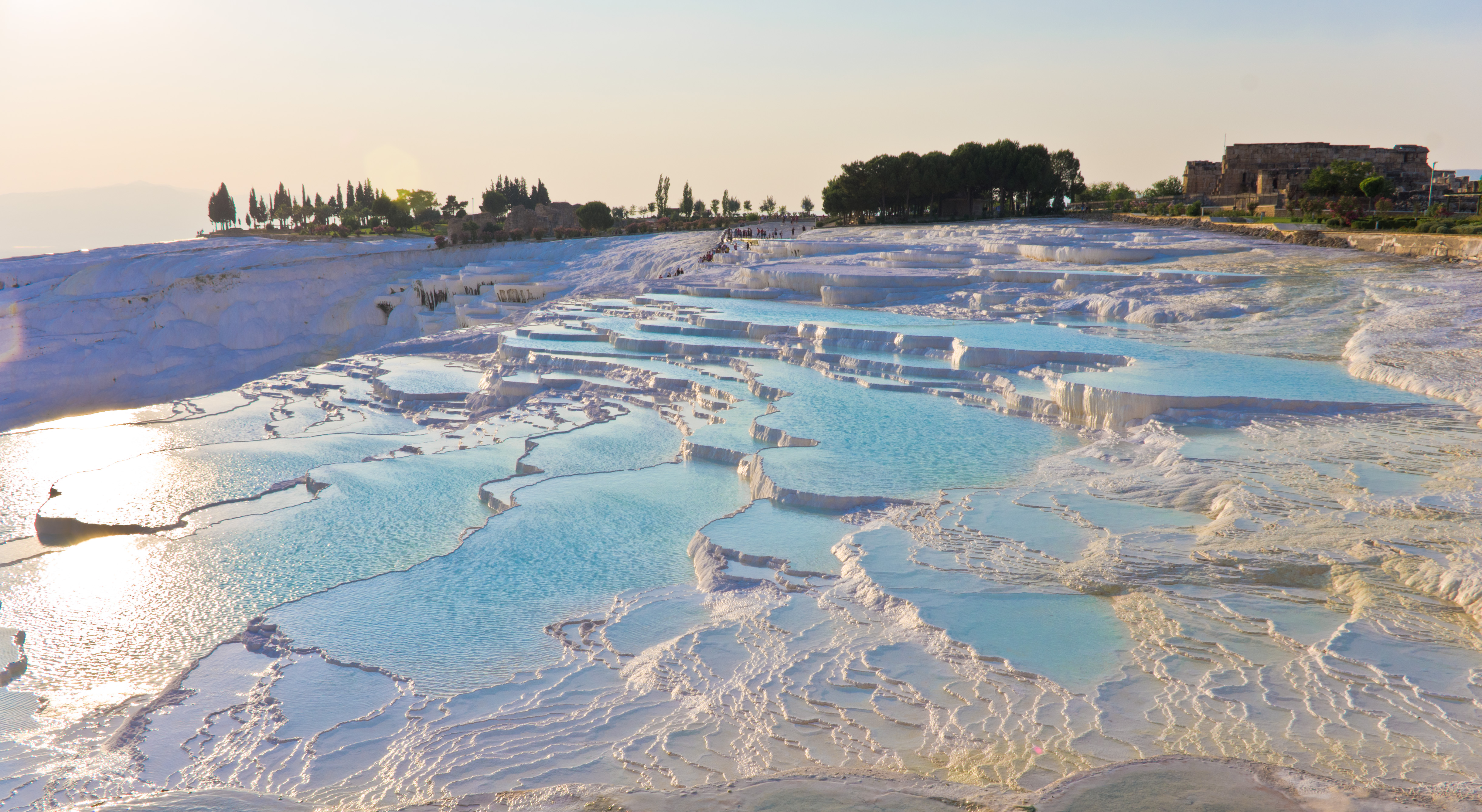
Памуккале